# 浦和車站
浦和車站（日语：／ Urawa eki */?）是位於日本埼玉縣埼玉市浦和區高砂一丁目的東日本旅客鐵道（JR東日本）所屬鐵路車站。

## 概要
浦和車站為埼玉縣廳舍與埼玉市役所的最近車站，並被JTB出版與交通新聞社的時刻表列為縣、市代表站。本站是在1883年上野與熊谷鐵道開通時開業，是埼玉市內最古老的車站，也是縣內與熊谷站、鴻巢站、上尾站並列最悠久的車站之一。到東京站最快僅25分，到新宿站最快僅21分。
隨著浦和站周邊人口不斷增加，京濱東北線陸續開設北浦和站（1936年）、南浦和站（1961年），1985年埼京線開業時再開設武藏浦和站、中浦和站，使得本站兩公里圈內共有五座車站存在，然而即使有多座車站分散人潮，浦和站作為縣、政令指定都市代表站，使用人次仍高於人口同級的政令指定都市代表站廣島站與仙台站。
車站位於過去浦和宿東側的台地邊緣，因此1樓東西兩側高度不同。另外，開業時還沒有現在的縣廳通，僅有當時作為主要道路的櫻草通。之後的再開發於西口開闢縣廳通作為主要道路。現在車站南側正在進行東西向的4線道道路田島大牧線整備工程。
車站周邊有伊勢丹浦和店與浦和PARCO等商業設施，以及車站大樓「JR浦和站西口大樓」。另外，埼玉市的都市計畫中也將本站視為「縣都的玄關口」進行站前的再開發。
另外，車站周邊為了維持過去「鎌倉文士、浦和畫家」的文教都市與住宅區的印象，禁止風俗業營業。因此，浦和站作為縣廳所在地、市役所所在地，繁華街規模並不大，居酒屋等店亦少，取代的是高級料亭與老店、西洋料理店等。距離車站稍遠的國道17號上有埼玉里索那銀行與NTT東日本-關信越等本社，其周圍的常盤（別所沼公園周邊）與岸町等是之名的高級住宅區。

### 停站路線
本站路線的正式線路名稱為東北本線，實際的營運系統則分為行駛於電車線的京濱東北線電車與行駛於列車線的宇都宮線、高崎線（大宮站分岐），以及行駛於東北貨物線的湘南新宿線列車。宇都宮線、高崎線列車除了上野站起迄系統外，還有經上野站、東京站直通東海道線的上野東京線系統。本站三字母代碼為「URW」。
- 宇都宮線、高崎線：經上野站 - 尾久站 - 大宮站往小山站、宇都宮站方向（宇都宮線）以及從大宮站分岐往熊谷站、高崎站方向（高崎線）的東北本線中距離電車。分為上野站起迄系統與經上野站、東京站直通東海道線的上野東京線系統。- 車站編號「JU 05」
- 湘南新宿線：行駛於東北本線東北貨物線（通稱）的中距離電車。往大宮站方向（北行）的宇都宮線、高崎線與橫濱站方向（南行）的東海道線、橫須賀線經新宿站相互直通運轉。 - 車站編號「JS 23」
- 京濱東北線：東北本線大宮站以南多為各站停車的通勤電車。從橫濱站直通根岸線。 - 車站編號「JK 43」

## 歷史

### 年表

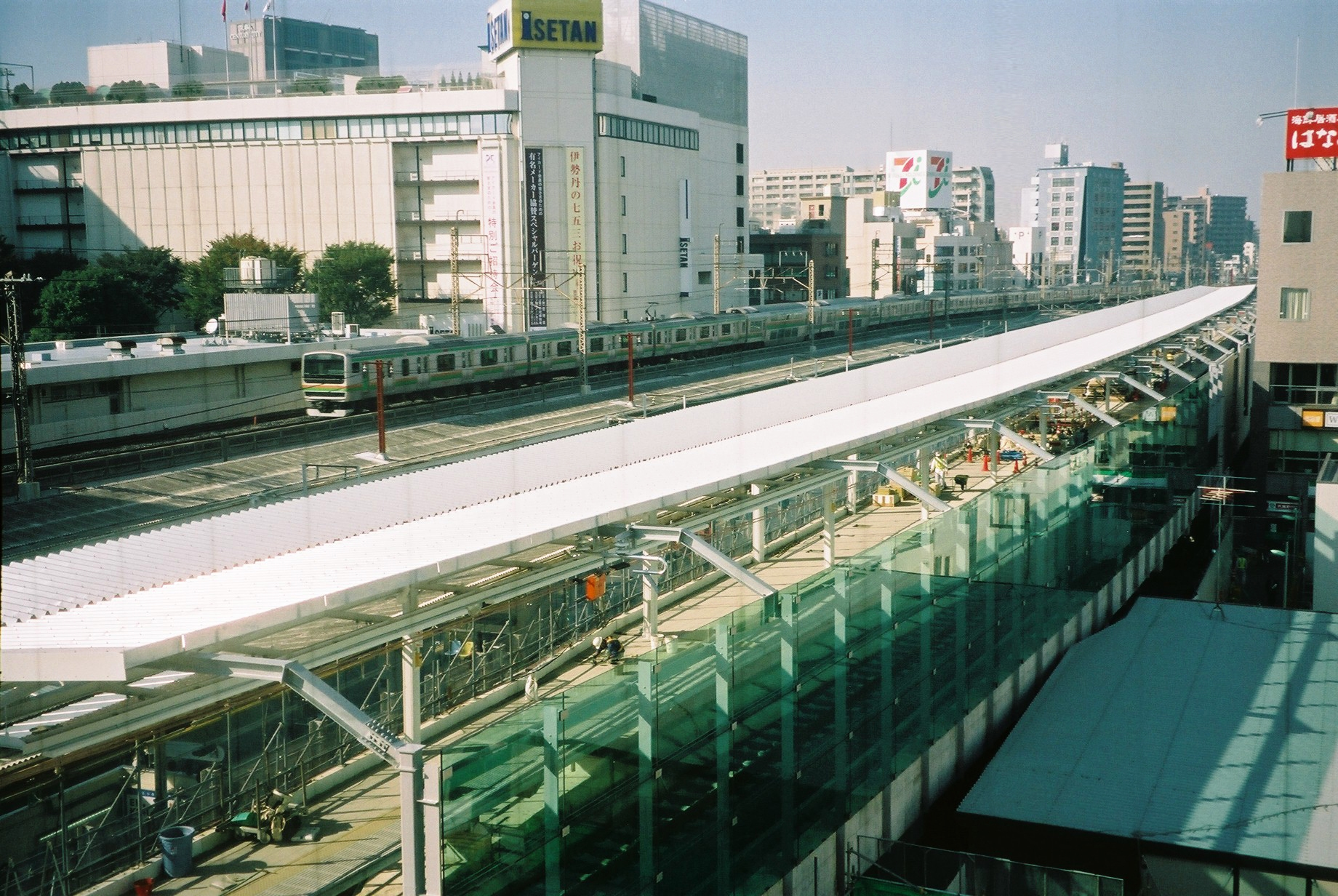
建設中的京濱東北線月台（2006年）

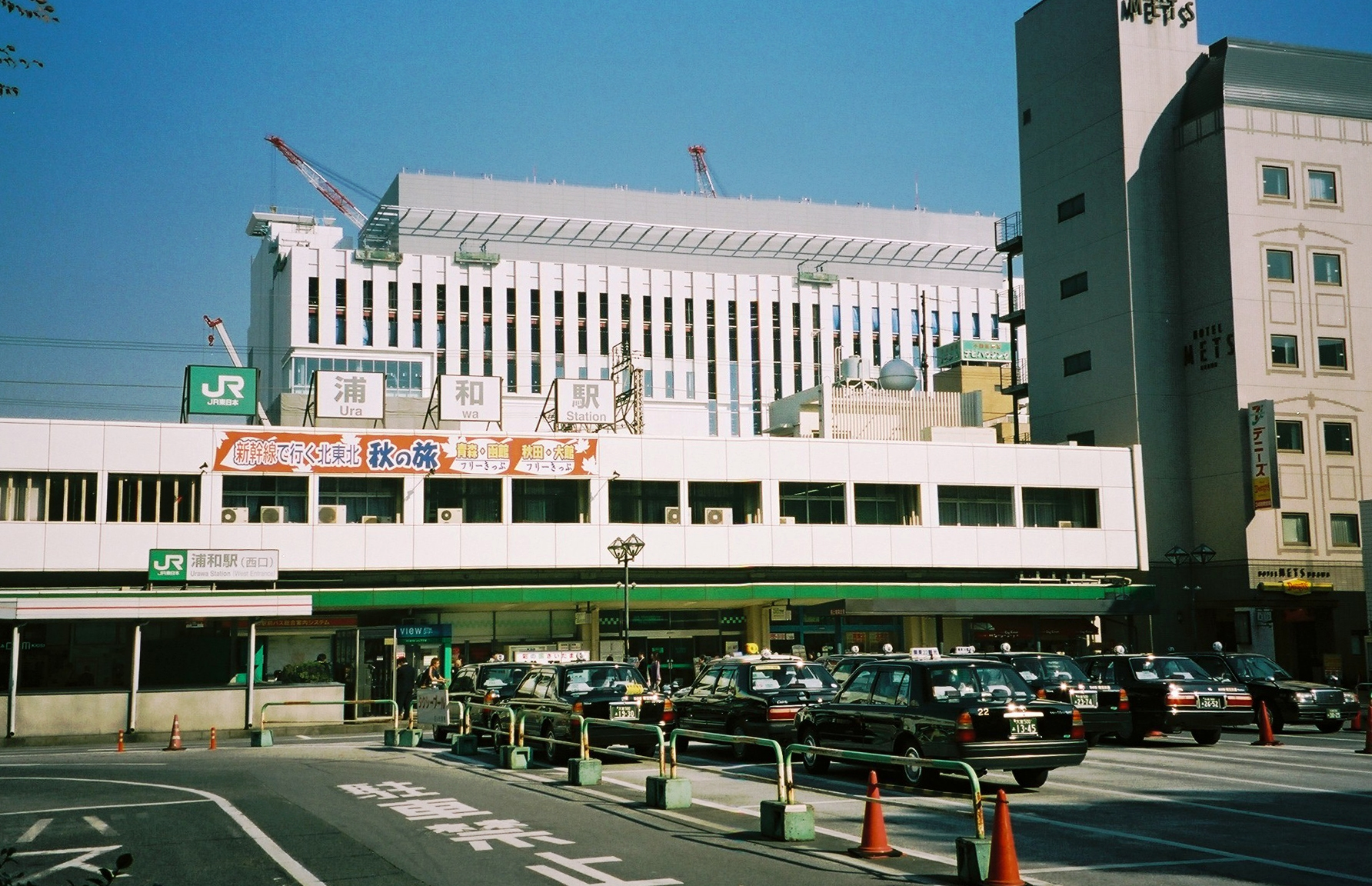
過去的西口站房。車站大樓所在地。（2006年）

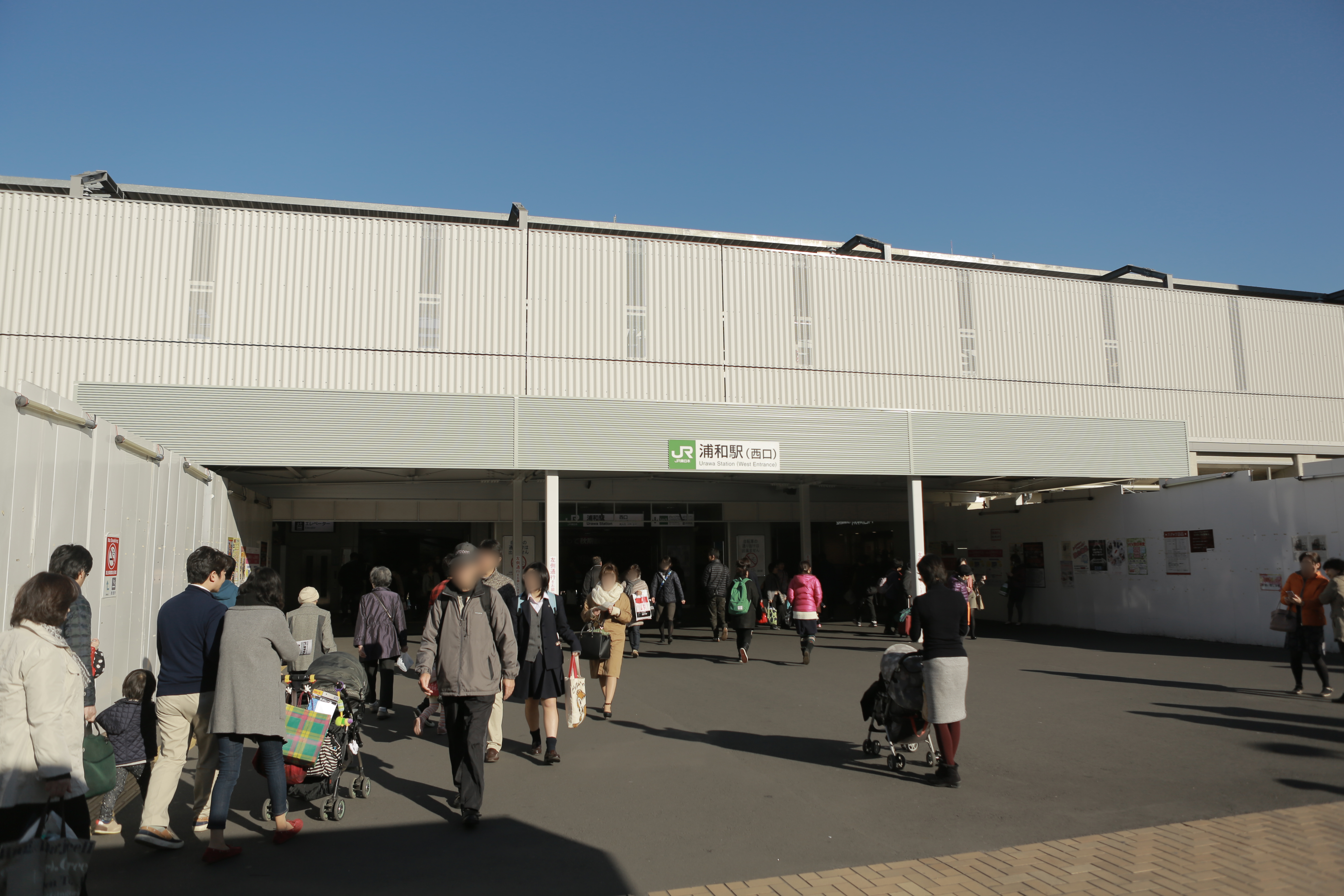
車站大樓動工前的西口（2015年12月）

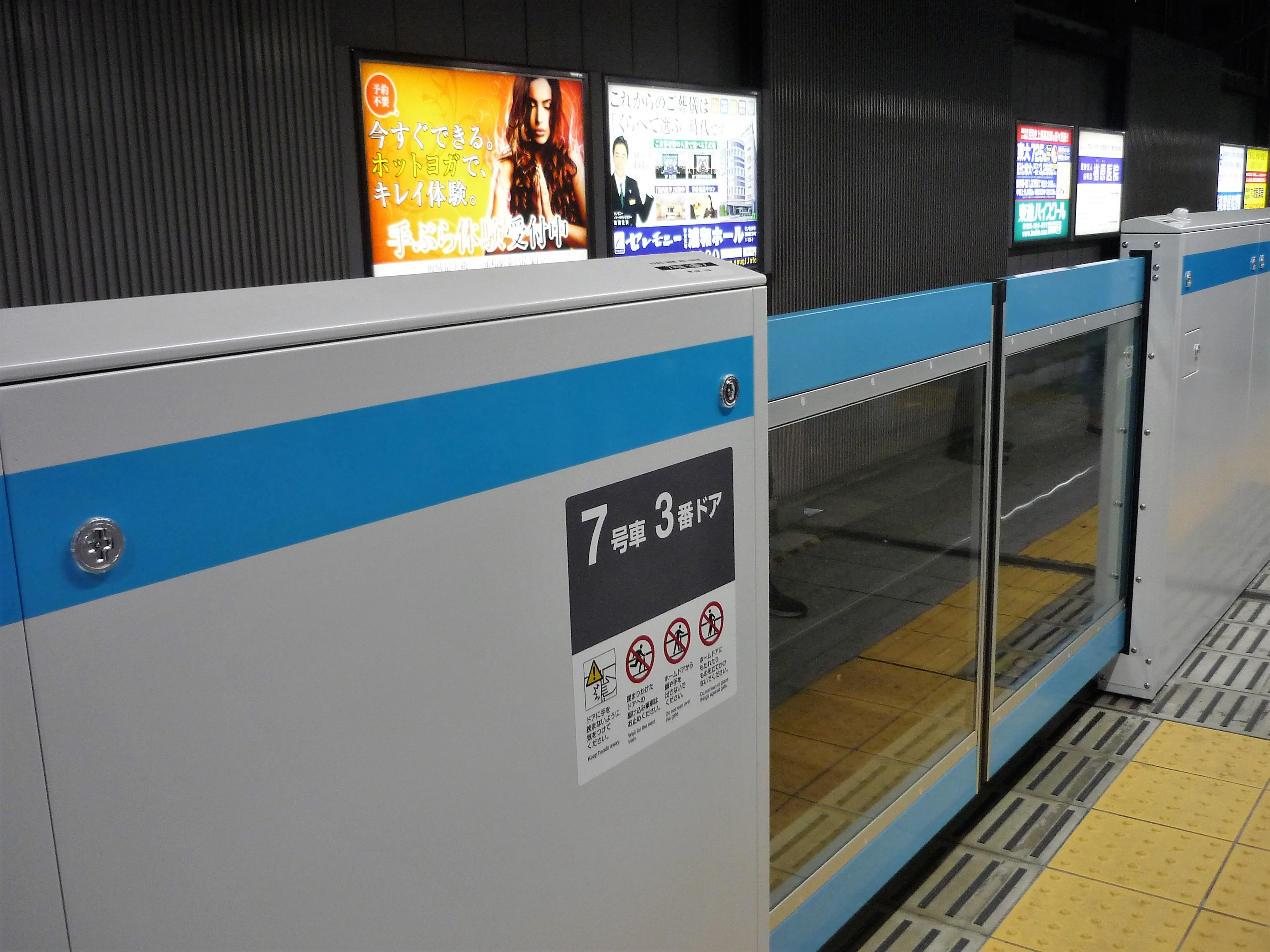
京濱東北線月台的月台門（2018年11月）

- 1883年（明治16年）7月28日：日本鐵道開通上野 - 熊谷間時開業。當時車站僅有上野、王子、浦和、上尾、鴻巢、熊谷，本站與上野是現在東北本線列車停靠站中最古老的車站。
- 1890年（明治23年）12月：東北本線赤羽 - 大宮間複線化。
- 1906年（明治39年）11月1日：鐵路國有化。
- 1909年（明治42年）10月12日：制定線路名稱，本站屬東北本線。
- 1930年（昭和5年）12月27日：開設東口。
- 1931年（昭和6年）12月1日：東北本線蕨 - 與野間增設2線貨物線，完成複複線化。貨物線在本站未設月台。
- 1932年（昭和7年）9月1日：東北本線電車（現在的京濱東北線）延伸至大宮站。
- 1960年（昭和35年）1月15日：貨物業務廢除。
- 1967年（昭和42年）：西口站房改建。
- 1968年（昭和43年）9月25日：東北本線赤羽 - 與野間增設電車線2線，完成6線化。京濱東北線與東北本線列車分離。
- 1968年（昭和43年）10月1日：東北本線列車旅客線新設月台。早晨尖峰時刻停靠中距離列車[2]。
- 1982年（昭和57年）11月15日：中距離列車全日停車。
- 1987年（昭和62年）4月1日：國鐵分割民營化，為JR東日本車站。
- 2001年（平成13年）
  - 5月1日：浦和市、大宮市、與野市合併，本站屬埼玉市。
  - 11月18日：IC卡「Suica」啟用。
- 2004年（平成16年）：高架化工程動工。
- 2007年（平成19年）1月14日：京濱東北線南行（1號線）移至新設的高架線[3]。
- 2008年（平成20年）5月18日：京濱東北線北行（2號線）移至新設的高架線，是縣內首座全面高架化的京濱東北線車站[4]。
- 2009年（平成21年）12月20日：東北旅客線（宇都宮線）上行（3號線）移至新設的高架線[5]。
- 2011年（平成23年）3月6日：東北旅客線下行（4號線）移至新設的高架線。東北旅客線完成高架化[6]。
- 2012年（平成24年）
  - 春：東北貨物線（湘南新宿線）5、6號線月台動工。
  - 7月8日：東北貨物線南行移至新設的高架線[7]。
- 2013年（平成25年）
  - 3月16日：車站周邊高架化工程完工，東北貨物線月台完成。高架下寬25公尺、長約50公尺的東西自由通道開通，東西側剪票口集中至車站中央，寬約4公尺的仲町地下道平面化並拓寬至10公尺。南北兩側亦新設東西自由通道。
  - 7月28日：開業130周年，發行浦和站紀念入場券[8]。
- 2014年（平成26年）12月：東口站前交通廣場整備完成。
- 2015年（平成27年）11月25日：西口高架下商業設施「atre浦和」（South Area・North Area）開幕。
- 2016年（平成28年）7月：縣內第一座JR車站設置月台門（京濱東北線月台）。2017年7月完成[報道 1]、同年10月21日公布啟用時間[報道 2][9]。
- 2017年（平成29年）
  - 3月12日：JR東日本於本站導入節能與再生能源等環境保全技術「エコステ」[10]。是日本國內首座導入能源管理系統的鐵路車站[11]，同時規畫設置太陽能板[報道 3]。
  - 10月21日：京濱東北線月台門啟用[12][13]。
- 2018年（平成30年）3月16日：西口車站大樓的「浦和atre West Area」開幕。同時往伊勢丹浦和店方向的地下通道「浦和站中之島地下通路」完成[14]。

## 車站構造
本站為島式月台3面6線高架車站。1、2號線月台有效長度可停靠10輛編組，3～6號線可停靠15輛編組。5、6號線高度比1～4號線高。這是由於車站以前受限於高架貨物線，地面月台用地狹窄，在浦和市推動車站周邊再開發事業時，配合周邊建物進行土地規劃與新設貨物線月台（5、6號線）等高架化工程，為了最大限度利用土地所形成的特殊狀況。月台高架化工程時，付費區大廳增設通往月台的電梯與電扶梯。付費大廳南側有中央剪票口，2015年11月於北側開設Suica專用atre北口剪票口。
中央剪票口外有寬25公尺的東西向自由通道，由於西口與東口高度不同，因此剪票口外往西口側有階梯與電扶梯、電梯。中央剪票口旁設有綠色窗口與VIEW PLAZA。付費區內外各有一間便利商店NEWDAYS，付費區大廳內也有餐廳。
車站東側面對站前廣場的部分是が翡翠綠全玻璃外牆。西口則是7層樓的車站大樓「JR浦和站西口大樓」。
高架化以前，本站是島式月台2面4線地面車站（貨物線已高架化）。東北貨物線高架介於西口站房與東北旅客線之間，因此難以設置天橋，是少數未設天橋而是以地下通道連結東西兩站房與月台的JR地面車站。也因此，與天橋相比，地下通道托寬不易，也難以增設無障礙設施。另外，貨物線正下方是西口站房往地下通道的階梯，土地也十分狹小，難以設置貨物線月台，因此在2013年3月16日改點以前湘南新宿線完全不停本站。

### 月台配置
| 月台 | 路線                       | 方向 | 目的地                                    | 備註                             |
| ---- | -------------------------- | ---- | ----------------------------------------- | -------------------------------- |
| 1    | 京濱東北線                 | 南行 | 南浦和、上野、東京方向                    |                                  |
| 2    | 京濱東北線                 | 北行 | 北浦和、與野、大宮方向                    |                                  |
| 3    | 宇都宮線（東北線）、高崎線 | 上行 | 赤羽、東京、橫濱、大船方向 （上野東京線） | 經東京站直通 東海道線            |
| 4    | 宇都宮線（東北線）、高崎線 | 下行 | 小山、宇都宮、高崎、前橋方向              |                                  |
| 5    | 湘南新宿線                 | 南行 | 新宿、橫濱、大船、小田原、逗子方向        | 經大船站直通 東海道線、 橫須賀線 |
| 6    | 湘南新宿線                 | 北行 | 大宮、宇都宮、高崎方向 （通過埼玉新都心） | 經大宮站直通 宇都宮線、高崎線    |

（來源：JR東日本:車站構內圖 （页面存档备份，存于））
- 西口方向靠近舊浦和宿，使用者亦多，但由於月台是從東側往西增設，因此東口側為1號線。
- 本站2號線的方向表示維持埼玉新都心站開業以前的「北浦和、與野、大宮方向」。
- 4號線的方向表示維持地面車站時代的「小山、宇都宮、高崎、前橋方向」，是宇都宮線、高崎線東京近郊區間少數未記載大宮與熊谷的月台。另一方面，2013年開設的湘南新宿線6號線月台則為「大宮、宇都宮、高崎方向」，與4號線不同。
- 4號線月台的月台資訊看板不寫「上野東京線」。
- 5、6號線的月台資訊看板僅寫「湘南新宿線」。

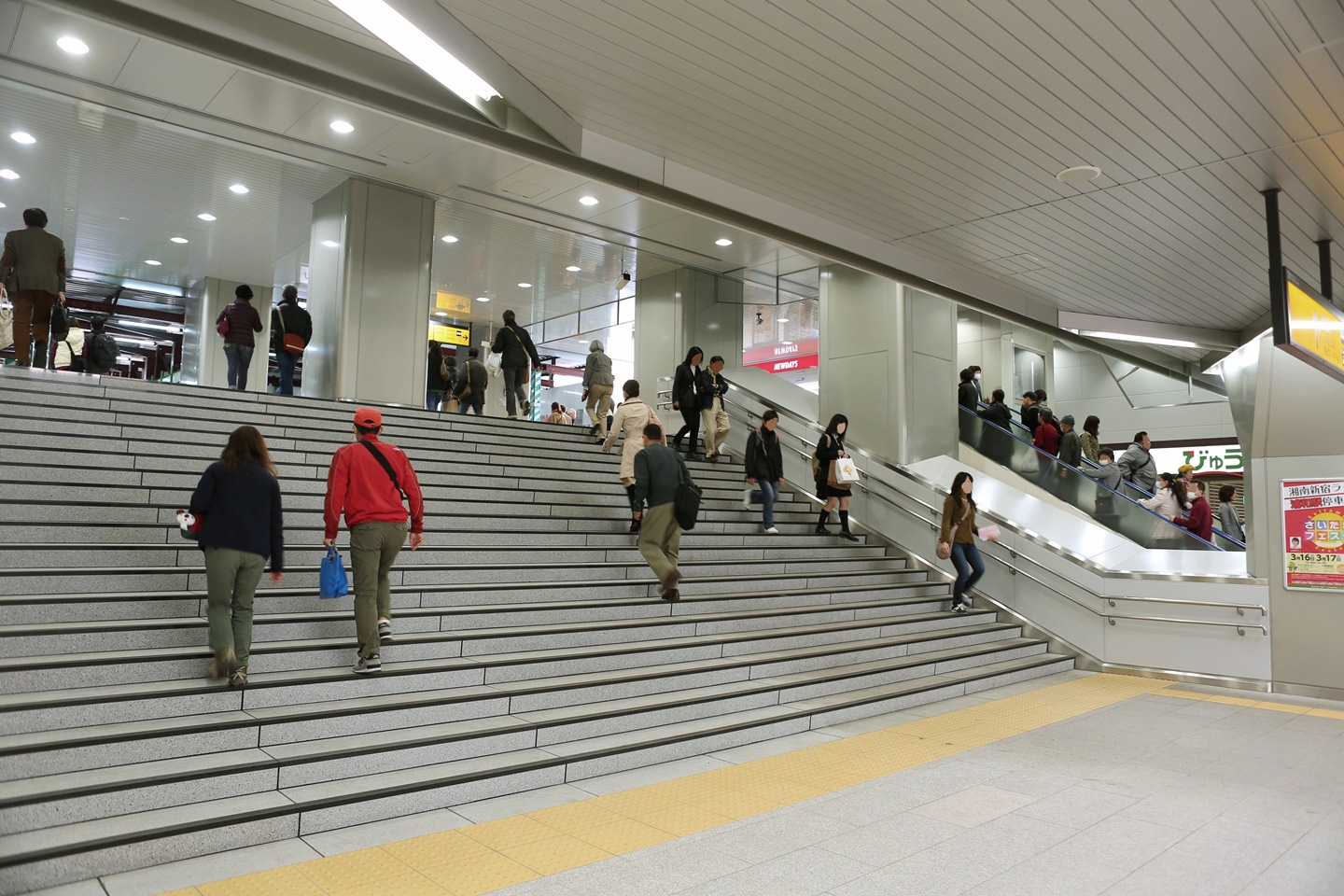
東西自由通道西口側（2013年3月）
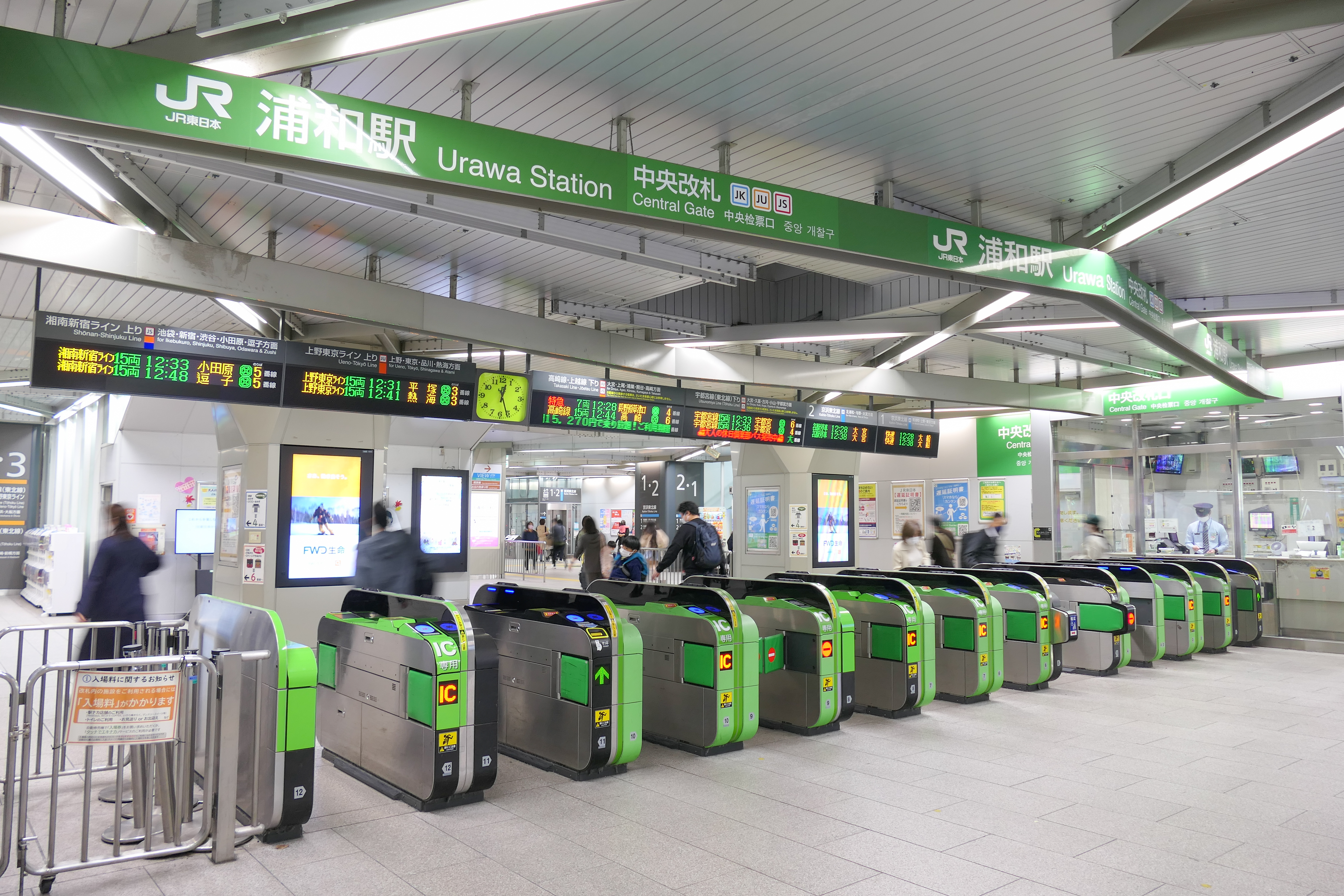
中央閘口（2022年11月）
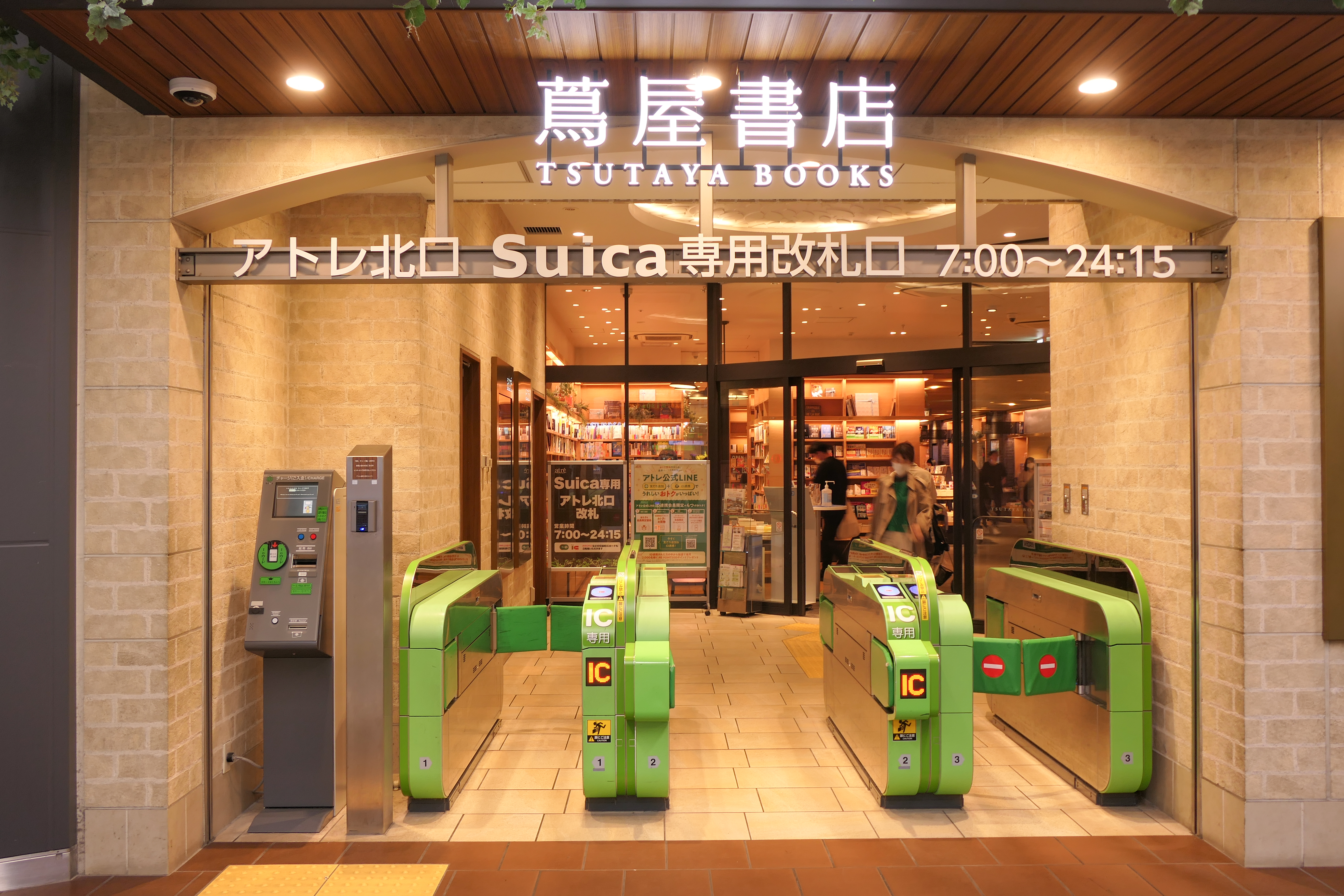
atre北口閘口（2022年11月）
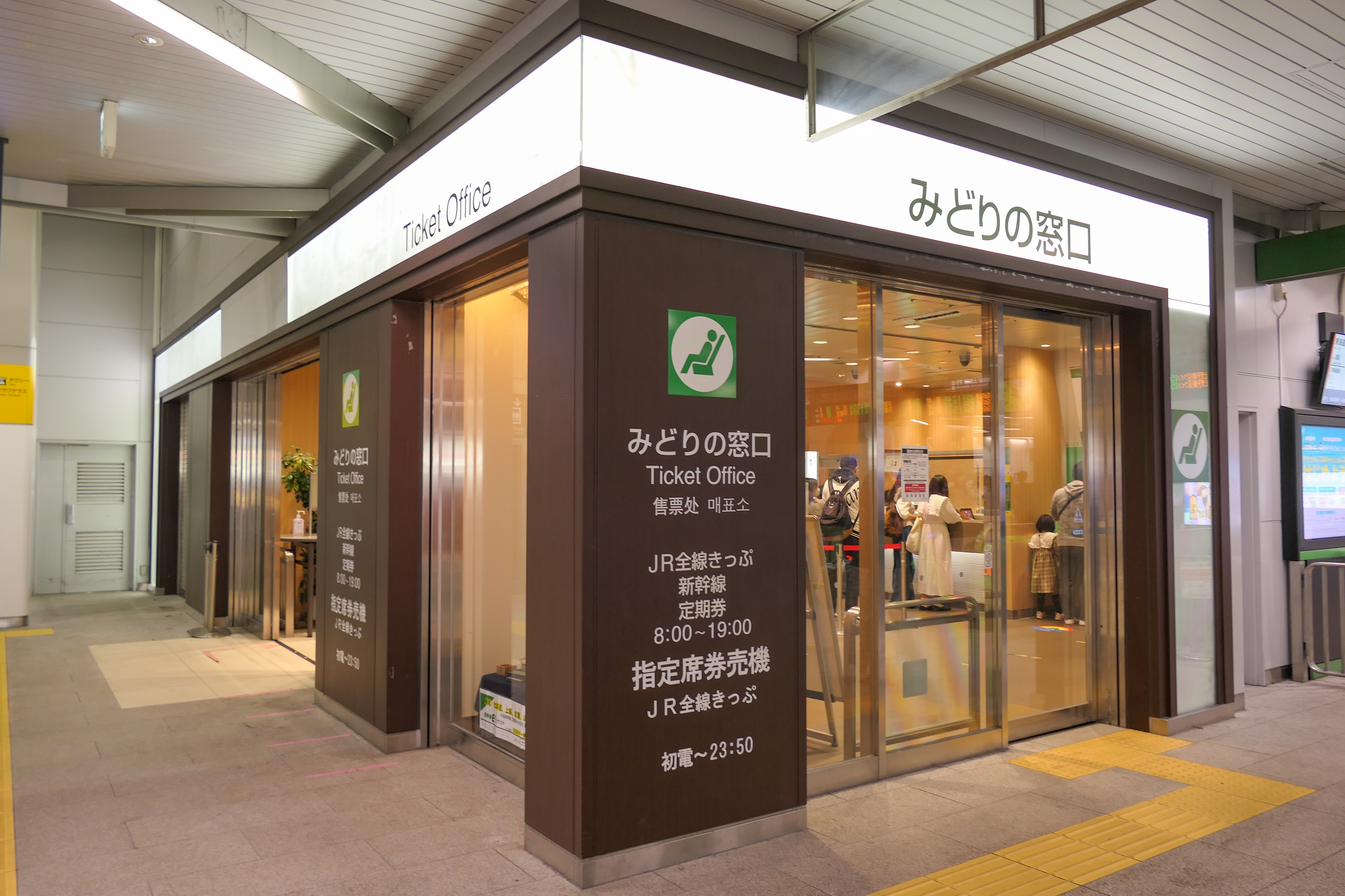
售票處（2022年11月）
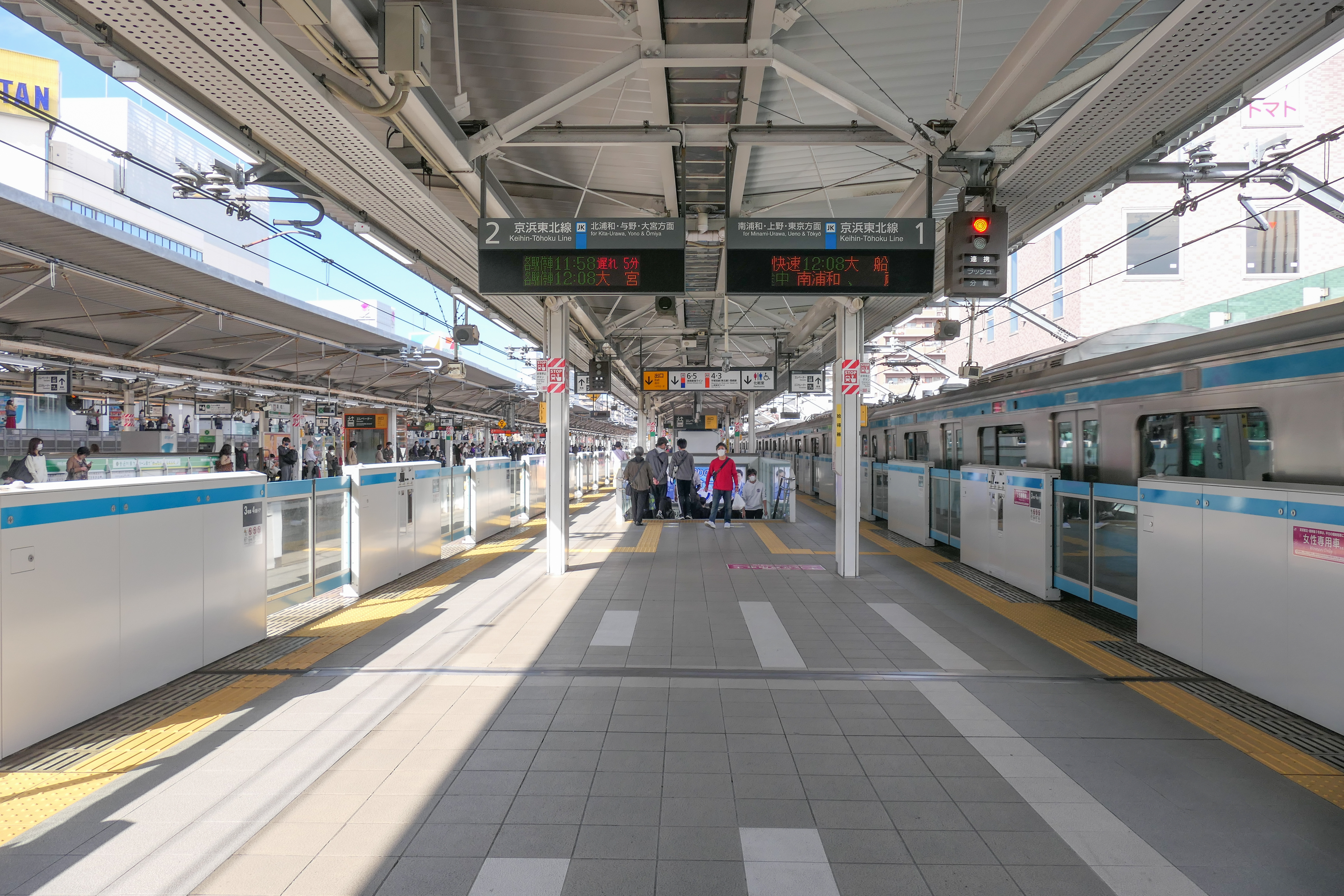
京濱東北線的1號與2號月台（2022年11月）
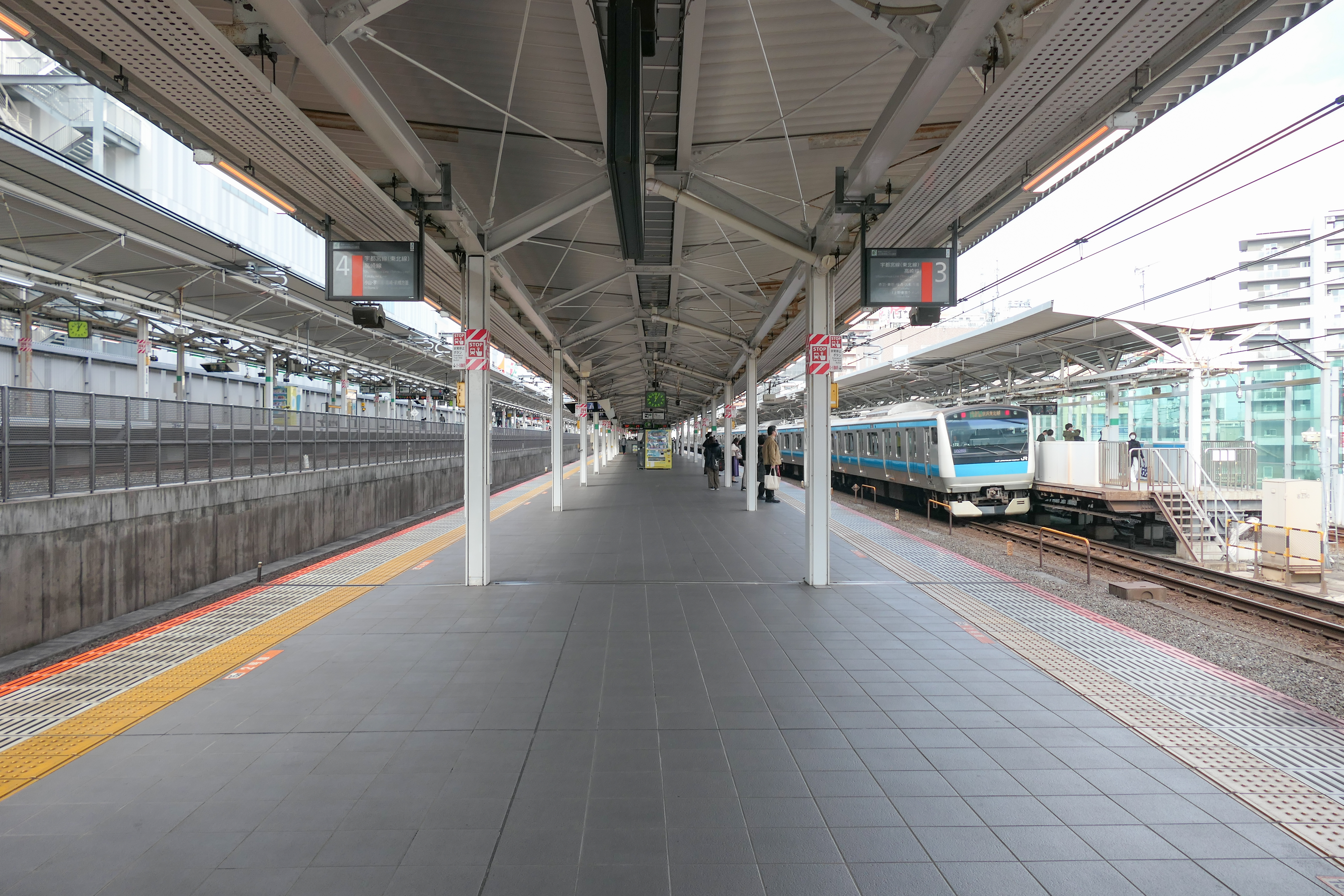
宇都宮線和高崎線道3號與4號月台（2022年11月）
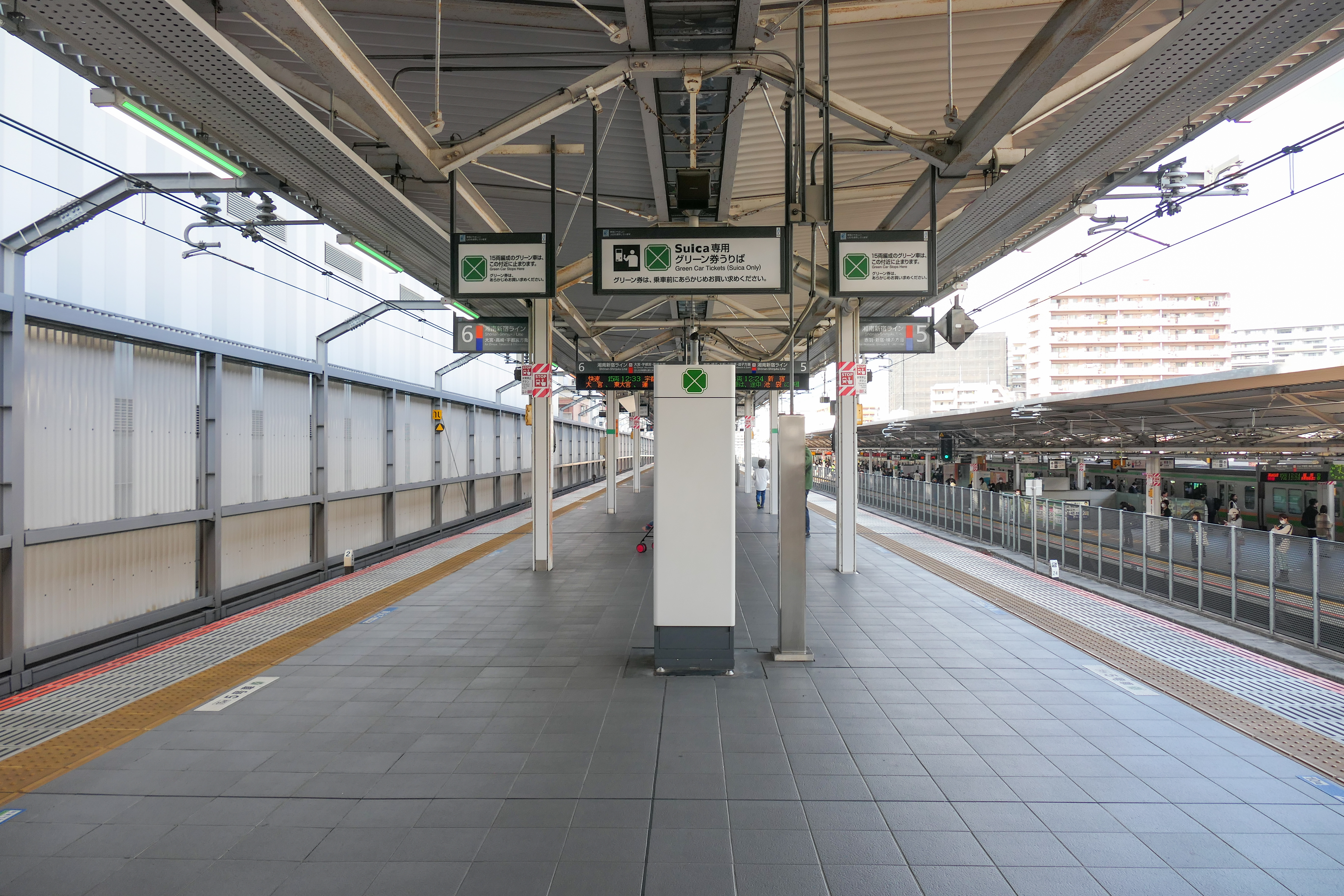
湘南新宿線的5號與6號月台（2022年11月）

### 高架化工程
過去因為受到高架的貨物線壓迫，車站面積狹小，隨著車站再開發計畫的執行，現正執行車站高架化中，其方式是逐步向東建設軌道，建設步驟如下：
1. 首先為了取得於京濱東北線東側建設高架的用地，將南側東北列車線上下線間的側線撤除，列車線與京濱東北線的月台與軌道向西移設（2004年完成）。
2. 於京濱東北線東側建設高架軌道與月台，將京濱東北線南行（第1月台）移至新設的高架路線（2007年1月14日完成）。
3. 於舊的南行線上建設高架軌道，將北行（第2月台）移至新設之軌道上，京濱東北線高架月台便完成（2008年5月18日完成）。
4. 在舊北行線上建設高架軌道與月台，將東北旅客線（宇都宮線）上行（第3月台）移至新設之高架路線（2009年12月20日完成）。
5. 於舊上行線上建設高架軌道，移動下行（第4月台）至新設軌道，東北旅客線高架月台完成（2011年3月6日完成）[15]。
6. 在舊下行線上建設高架軌道與月台，移動東北貨物線南行至新設高架線（2012年7月8日完成），建設東北貨物線（湘南新宿線）的第5、6月台（2013年3月16日完成）。

完成後，對應京濱東北線10輛編成2個月台與宇都宮線、高崎線15輛編成4個月台均完成高架，於貨物線行駛的湘南新宿線預定追加停靠，湘南新宿線完成後，往横濱方面的旅客可以與大宮站、赤羽站相同，自由選擇京濱東北線或湘南新宿線，可以舒緩赤羽站之轉乘人潮。

## atre浦和
2013年3月高架化工程結束後，決定利用南北1.3公里高架下約2萬1500平方公尺的空間開設商業設施。高架下商業施設「atre浦和 South Area・North Area」於2015年11月25日開幕，原西口側的觀光資訊處與市民窗口亦同時進駐。其中位於東西自由通道南側的「South Area」是由THE GARDEN自由之丘與成城石井等25店鋪與浦和觀光資訊處組成。站房北側的「North Area」新設Suica專用「atre北口剪票口」直通車站。該區有餐飲店、FamilyMart，以及全國第5間（縣內初）咖啡廳（星巴克）、前台附設型「浦和蔦屋書店」。浦和站市民窗口也位於此區、認可保育園「Cocofump Nursery浦和」於2016年4月開園。田島大牧線南側有停車場（47台），南、北側皆有腳踏車停車處（共532台）。2018年3月16日車站大樓（1～4樓為「atre浦和 West Area」，5～7樓為健身房「Jexer Fiteness&SPA浦和」）開幕。「atre浦和 West Area」內還有埼玉里索那銀行的富裕客層店面「埼玉里索那銀行 Premium Salon浦和」、浦和紅鑽官方商店「浦和紅鑽 RED VOLTAGE」等。同時也完成通往伊勢丹浦和店方向的連絡地下道「浦和站中之島地下通路」。另外，西口站前也預定進行「浦和站西口南高砂地區第一種市街地再開發事業」，將建設有商業設施與埼玉市民會館浦和入駐的27層再開發大樓與拓寬站前廣場。

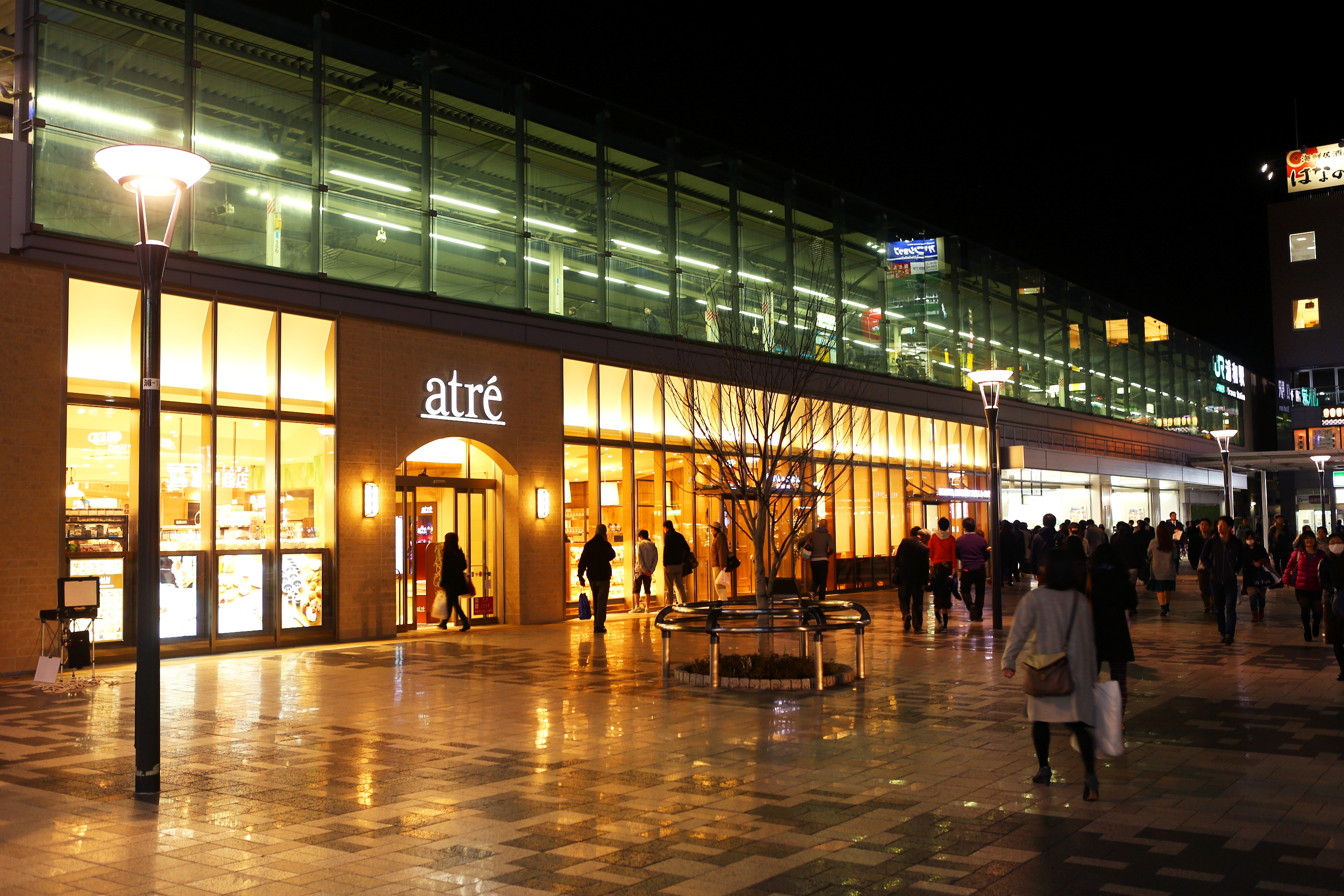
atre浦和夜景（2015年12月）
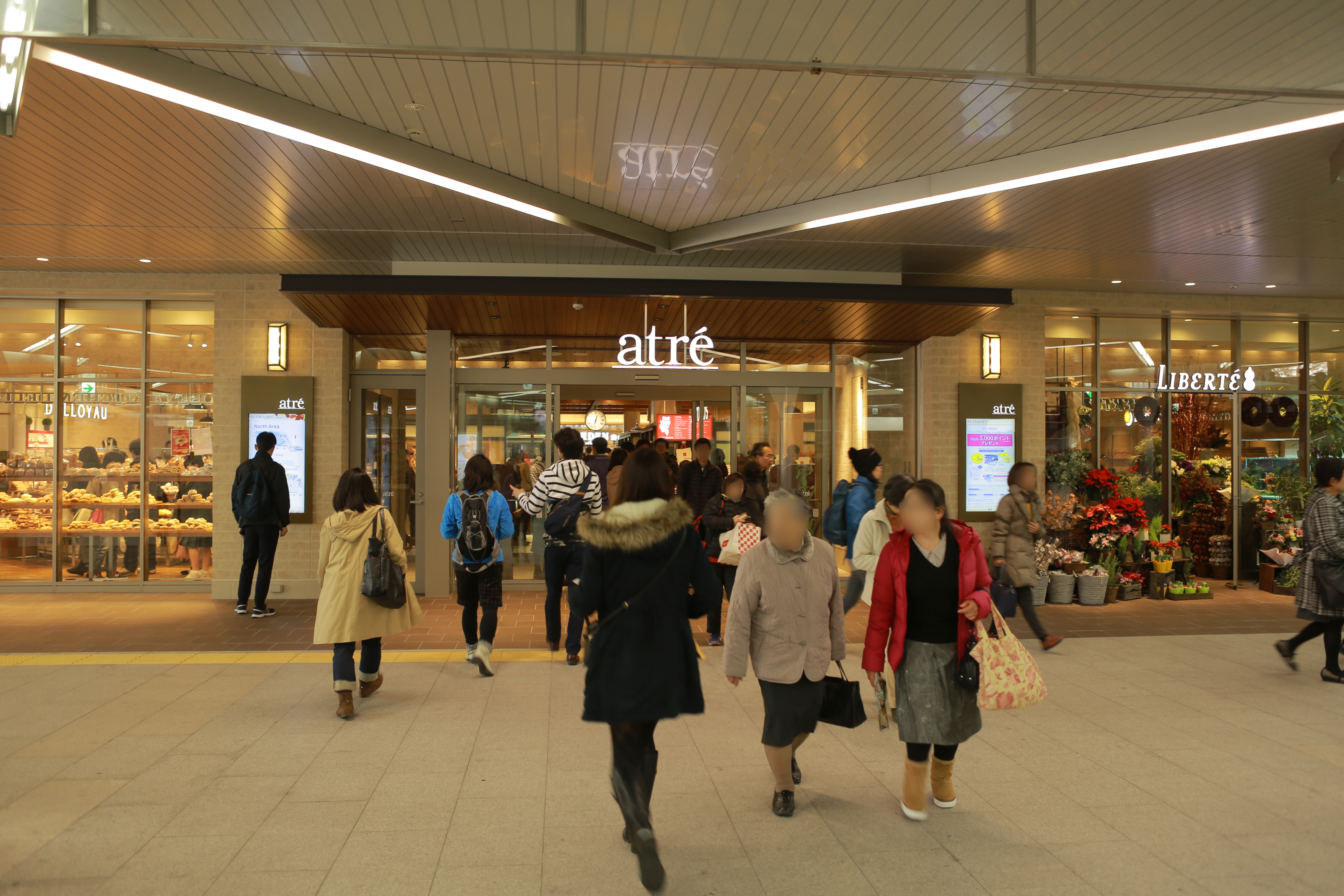
atre浦和（南區）（2015年12月）
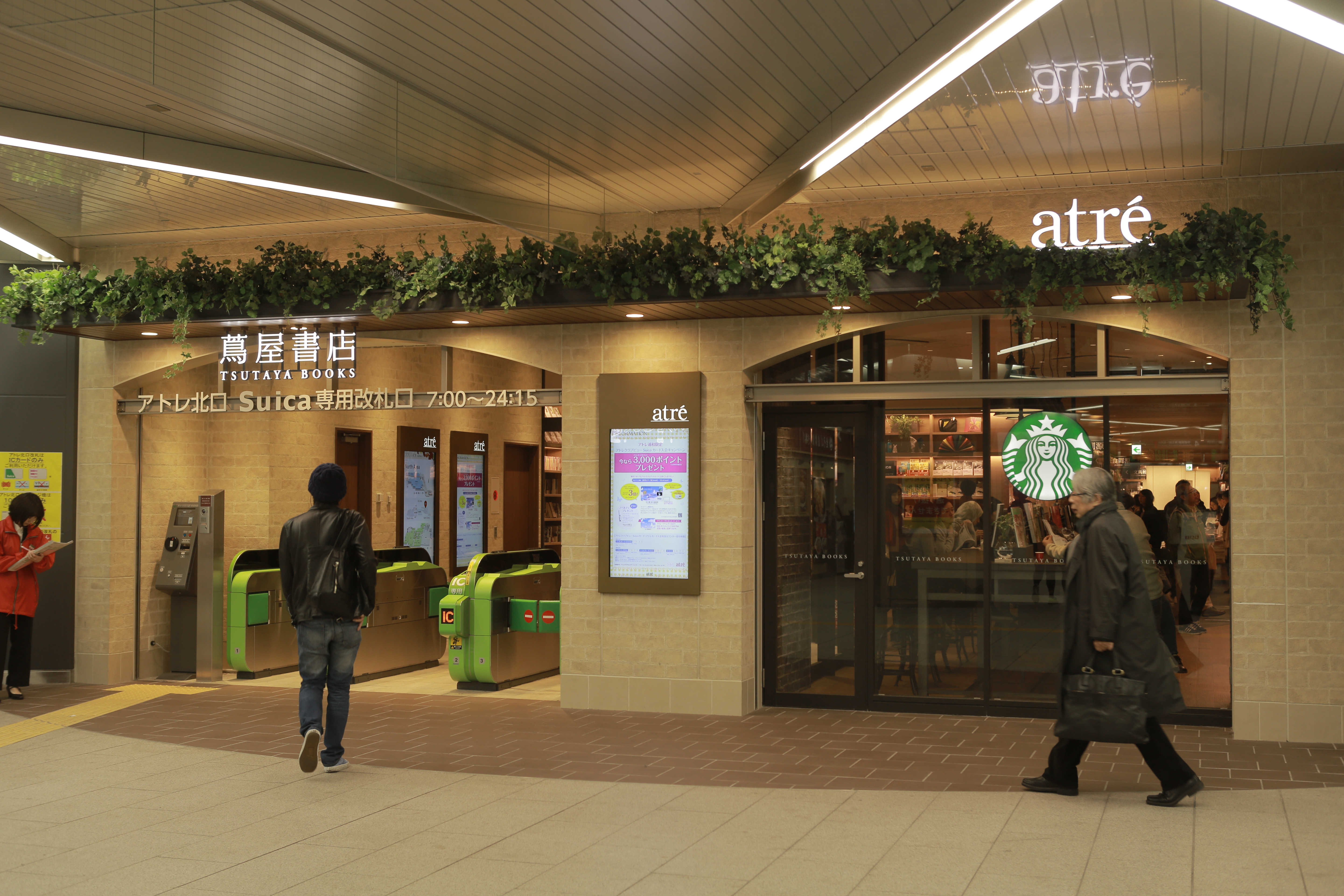
浦和駅atre北口（2015年12月）

## 使用情況
2019年（令和元年）度1日平均上車人次為95,865人。JR東日本車站排行第48位，埼玉縣內車站僅次於大宮站排行第2位。在不與其他公司轉乘的單獨車站中僅次於三鷹站、大森站、赤羽站排行第4位（但大森附近有大森海岸站，赤羽附近有赤羽岩淵站）。受湘南新宿線停靠、上野東京線開業影響，2012年至2015年增長了近1萬人。浦和站2公里圈內有北浦和站、南浦和站、武藏浦和站等三座上車人次在5萬人左右的車站。

### 各年度1日平均上車人次（1981年 - 2000年）
近年的上車人次的推移如下表｡
| 年度               | 1日平均 上車人次 | 來源    |
| ------------------ | ---------------- | ------- |
| 1981年（昭和56年） | 66,537           |         |
| 1982年（昭和57年） | 68,521           |         |
| 1983年（昭和58年） | 70,089           |         |
| 1984年（昭和59年） | 70,365           |         |
| 1985年（昭和60年） | 70,494           |         |
| 1986年（昭和61年） | 67,113           |         |
| 1987年（昭和62年） | 67,815           |         |
| 1988年（昭和63年） | 63,616           |         |
| 1989年（平成元年） | 70,101           |         |
| 1990年（平成02年） | 72,372           |         |
| 1991年（平成03年） | 74,102           |         |
| 1992年（平成04年） | 73,682           |         |
| 1993年（平成05年） | 74,879           |         |
| 1994年（平成06年） | 74,455           |         |
| 1995年（平成07年） | 74,509           |         |
| 1996年（平成08年） | 75,637           |         |
| 1997年（平成09年） | 74,967           |         |
| 1998年（平成10年） | 74,597           |         |
| 1999年（平成11年） | 74,159           | [ * 1 ] |
| 2000年（平成12年） | 73,995           | [ * 2 ] |

### 各年度1日平均上車人次（2001年 -）
| 年度               | 一日平均上車人次 | 一日平均上車人次 | 一日平均上車人次 | 來源     |
| 年度               | 定期外           | 定期             | 合計             | 來源     |
| ------------------ | ---------------- | ---------------- | ---------------- | -------- |
| 2001年（平成13年） |                  |                  | 73,676           | [ * 3 ]  |
| 2002年（平成14年） |                  |                  | 74,070           | [ * 4 ]  |
| 2003年（平成15年） |                  |                  | 74,293           | [ * 5 ]  |
| 2004年（平成16年） |                  |                  | 73,747           | [ * 6 ]  |
| 2005年（平成17年） |                  |                  | 73,633           | [ * 7 ]  |
| 2006年（平成18年） |                  |                  | 75,193           | [ * 8 ]  |
| 2007年（平成19年） |                  |                  | 78,708           | [ * 9 ]  |
| 2008年（平成20年） |                  |                  | 79,791           | [ * 10 ] |
| 2009年（平成21年） |                  |                  | 79,376           | [ * 11 ] |
| 2010年（平成22年） |                  |                  | 79,113           | [ * 12 ] |
| 2011年（平成23年） |                  |                  | 78,807           | [ * 13 ] |
| 2012年（平成24年） | 27,715           | 52,554           | 80,269           | [ * 14 ] |
| 2013年（平成25年） | 29,125           | 55,104           | 84,230           | [ * 15 ] |
| 2014年（平成26年） | 29,683           | 55,042           | 84,725           | [ * 16 ] |
| 2016年（平成28年） | 31,286           | 58,676           | 89,963           | [ * 17 ] |
| 2017年（平成29年） | 32,420           | 60,315           | 92,735           | [ * 18 ] |
| 2018年（平成30年） | 33,079           | 61,984           | 95,064           | [ * 19 ] |
| 2019年（令和元年） | 32,091           | 63,774           | 95,865           |          |

備註

## 車站周邊

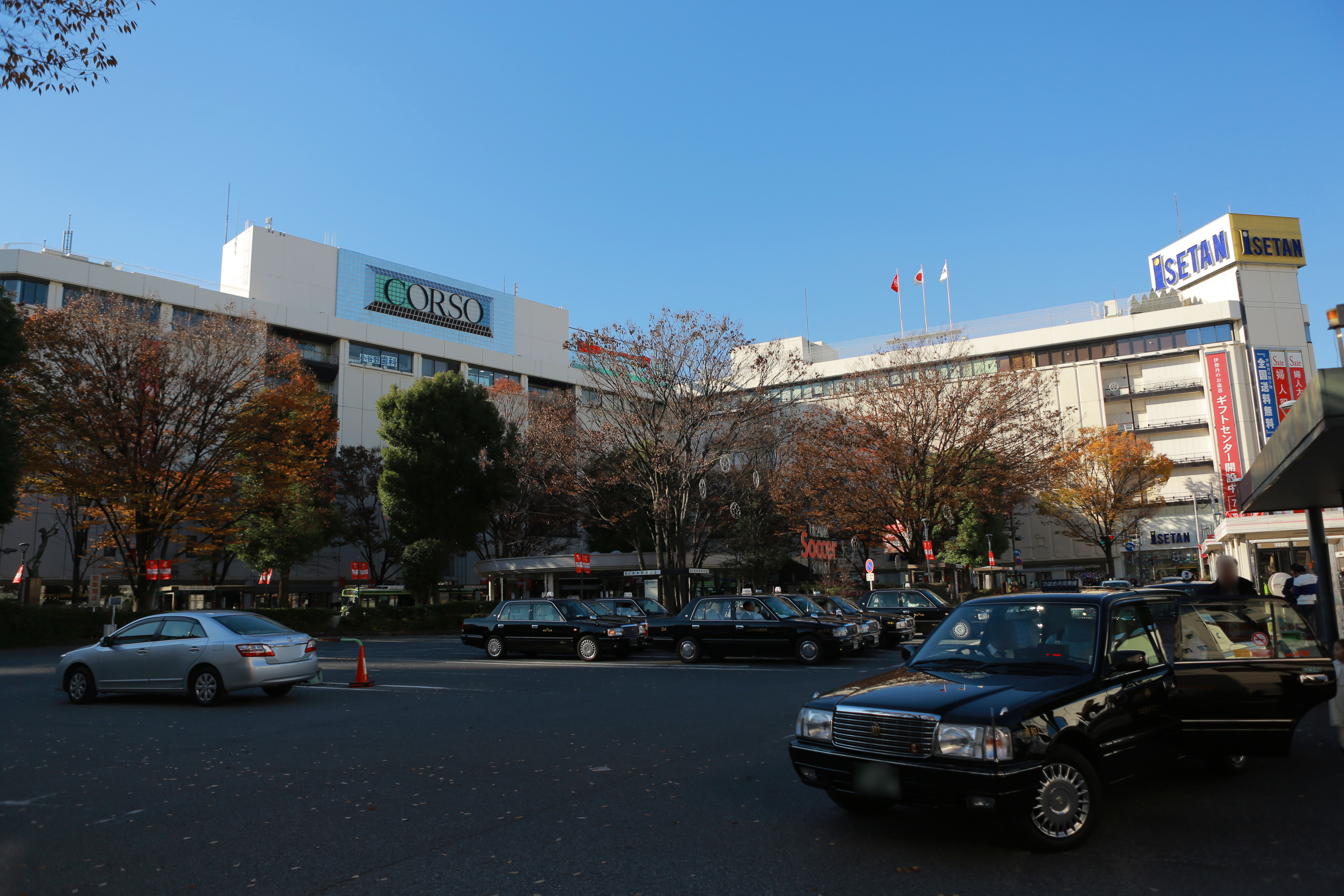
浦和站西口站前廣場（2015年12月）

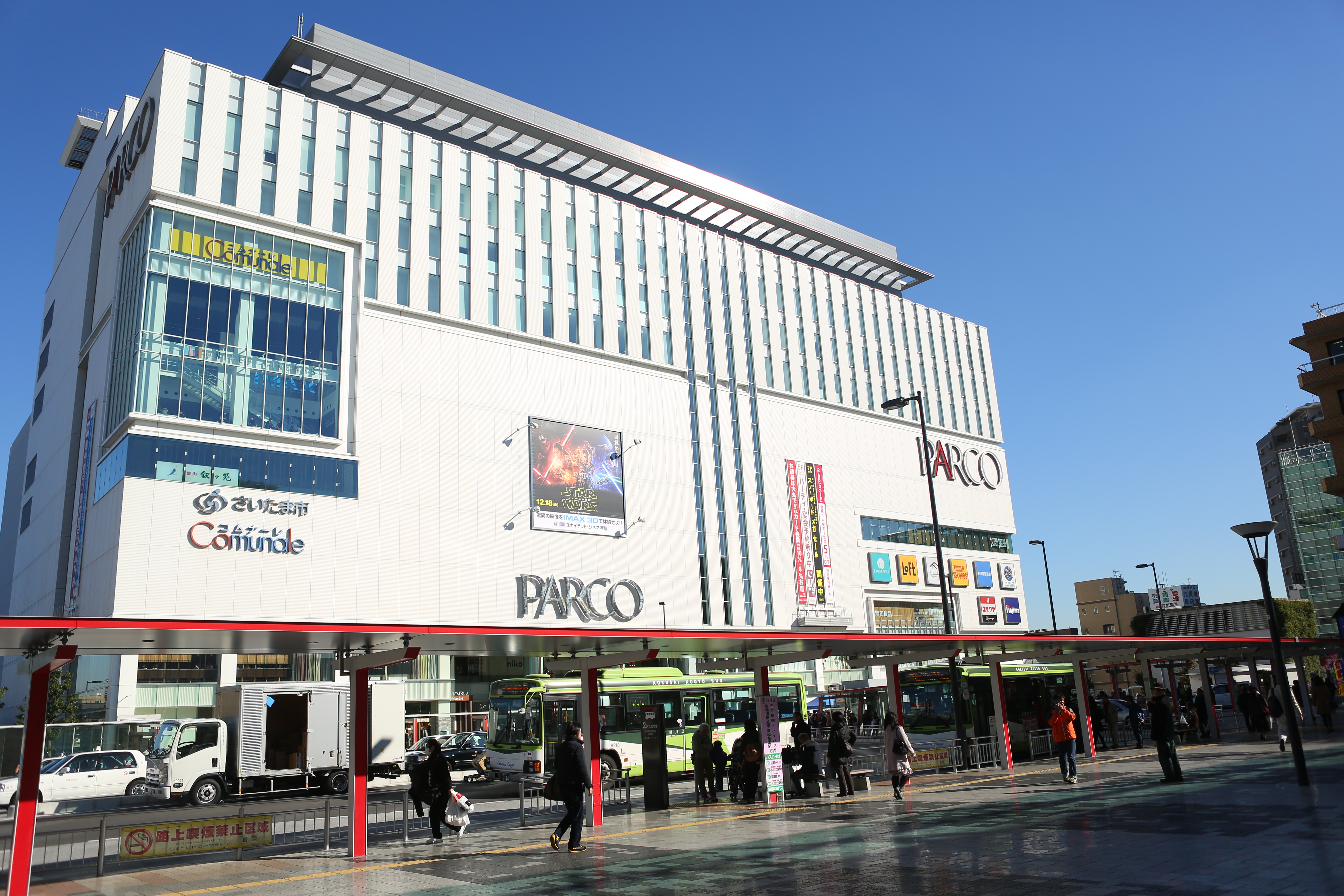
浦和站東口站前廣場（2015年12月）

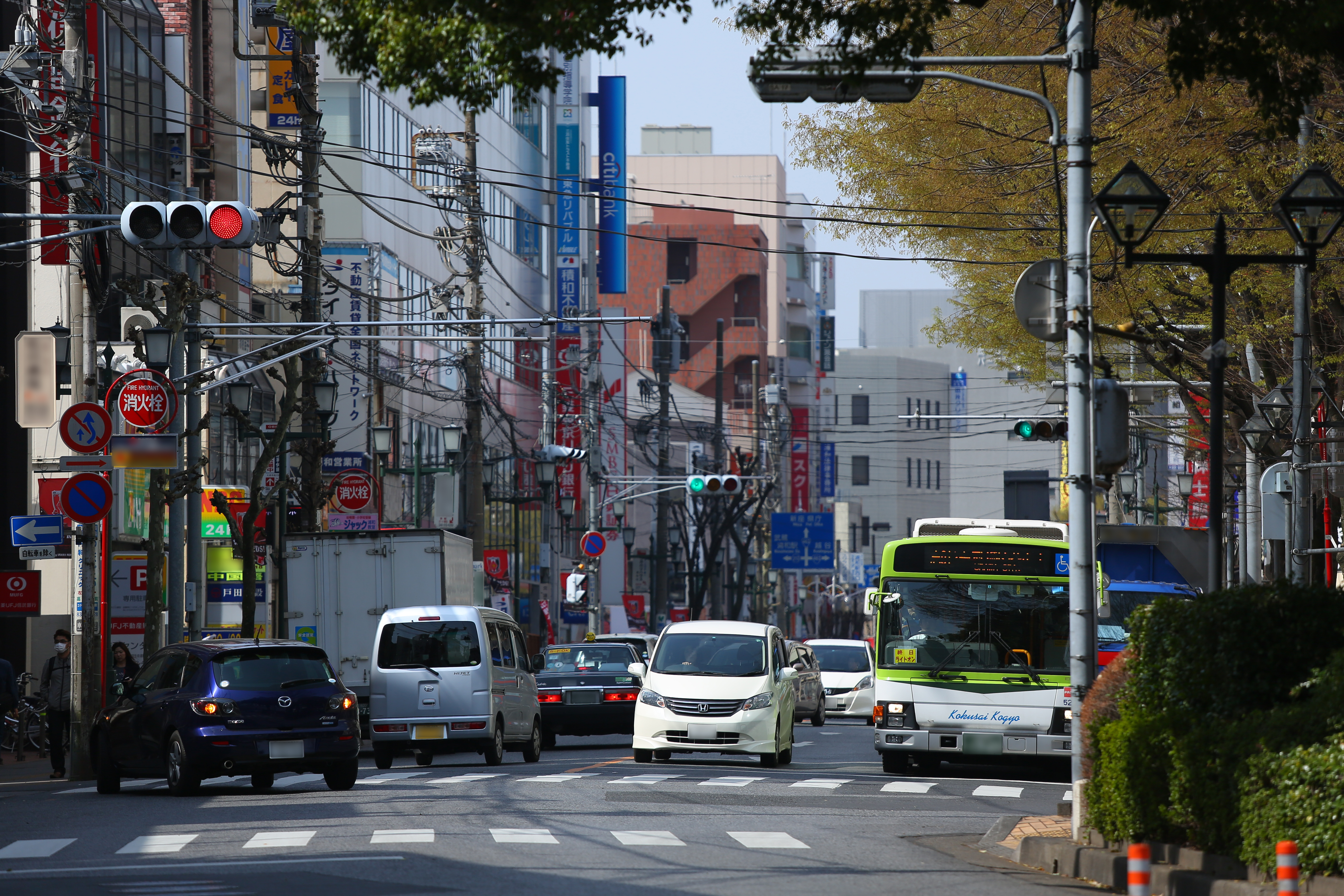
西口的縣廳通（2013年3月）

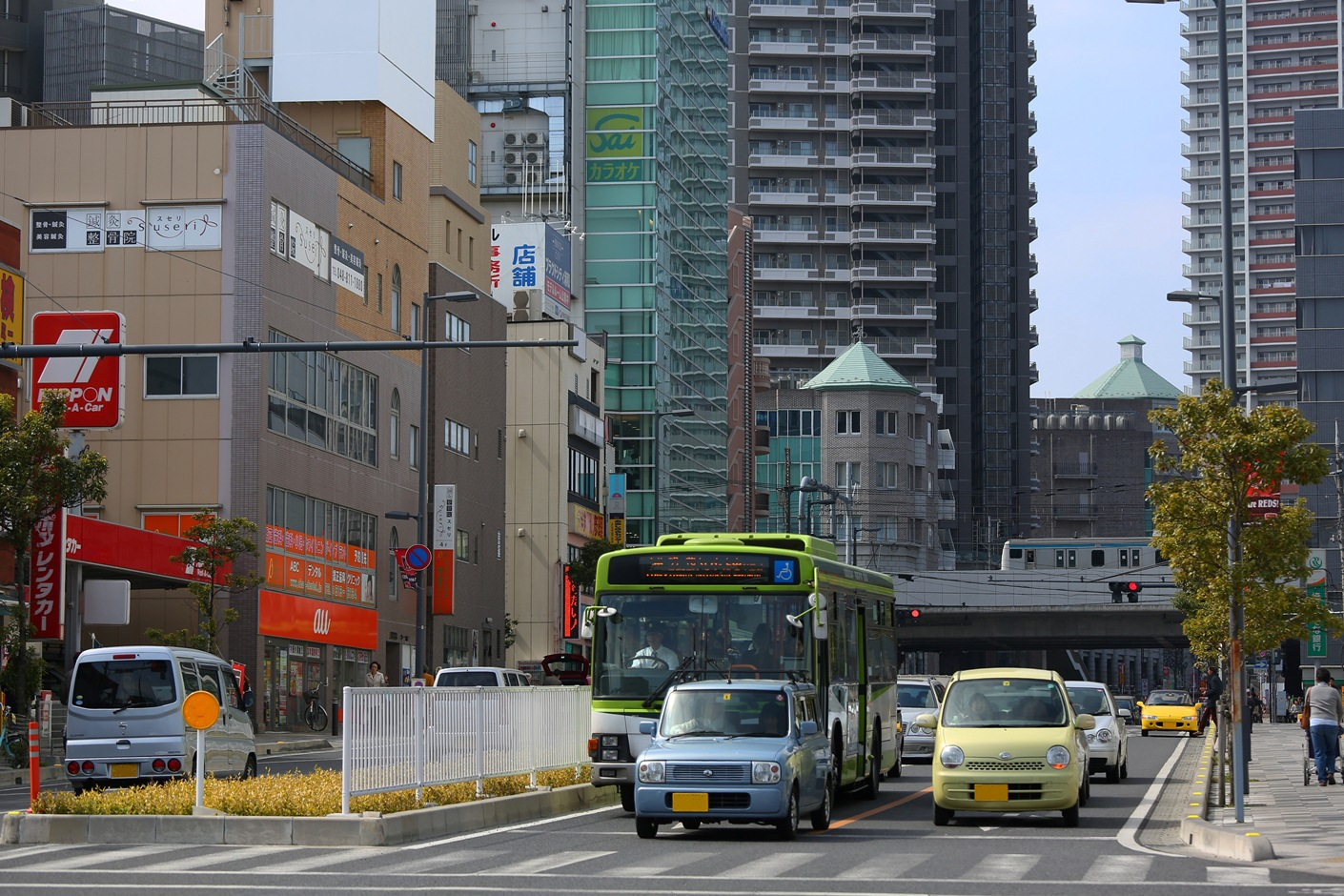
東口的田島大牧線（2013年3月）

本站周邊，特別是車站西側，是埼玉縣與埼玉市的行政機關、主要政黨的埼玉縣支部、法院等聚集的埼玉縣政、市政中樞。另外，還有以狛兔聞名的調神社，以及以枝垂櫻聞名的玉藏院等古老寺院。而舊中山道沿線稍微遠離車站的地方可見許多悠久的菓子店，保留了近世宿場町的風貌。
西口側在1963年8月浦和都市計畫決定後，1967年開始進行站前再開發。1981年3月完成繁華街的再開發，伊勢丹浦和店、浦和CORSO等大型商業設施於同年開幕，浦和站西口巴士總站、舊浦和站前停車場線整備而成的櫻草通、舊中山道與玉藏院通周邊等也完成整備。
1990年代末期，舊中山道與市役所通交差點旁的浦和市役所舊廳舍完成浦和站周邊第一座超高層大樓浦和Century City完工。
2000年代，東口開始再開發工程，浦和PARCO、Yaoko、UNITED CINEMAS等商業設施，以及埼玉市立中央圖書館、COMUNALE、地下公共停車場等公共設施入駐的複合型再開發大樓「STREAM大樓」開幕，站前交通廣場也完成整備。西口南地區，也就是橫跨車站南側的田島大牧線南側完成開發。另外，該道路北側的站前一等地也規劃在2022年（平成34年）完成站前廣場拓寬與西口新地標的27層超高層複合式公寓大廈。
2007年，官方制定「埼玉市路上吸煙及空罐等垃圾丟棄防止條例（→路上吸煙禁止條例）」，從西側舊中山道至東側高砂仲町線之間的區域，禁止在吸煙區外吸煙與丟棄垃圾。
車站西口的台地上，以南北向的舊中山道與東西巷的縣廳通為軸心發展為商業區，其西側，也就是谷地另一冊的高地（鹿島台）上是埼玉縣廳與埼玉縣警察本部等縣行政設施、埼玉地方裁判所與埼玉地方檢察廳等國家行政設施所在地。其西緣為國道17號線，該道路沿線有埼玉市役所、埼玉商工會議所、各種媒體分社等。國道17號往有埼玉里索那銀行本店。繼續往北側前進有埼玉大學舊校區改建的北浦和公園及北浦和站周邊商業區。
車站西口行政、商業區周圍是悠久的寧靜住宅區，也是首都圈著名的高級住宅區，車站周邊則有許多以「文教都市」招牌銷售的公寓大樓。然而高層公寓的興起也引起地方居民對環境的擔憂。此外，岸町一帶在近年急速從低層住宅區改建為高層公寓。而西南方的住宅地則是新興的住宅區，別所沼與白幡沼等都改建為公園。埼京線與武藏野線沿線也有廣大的住宅區。2018年，浦和入選SUUMO「關東版最想居住的地區排名」第10位。

### 西口

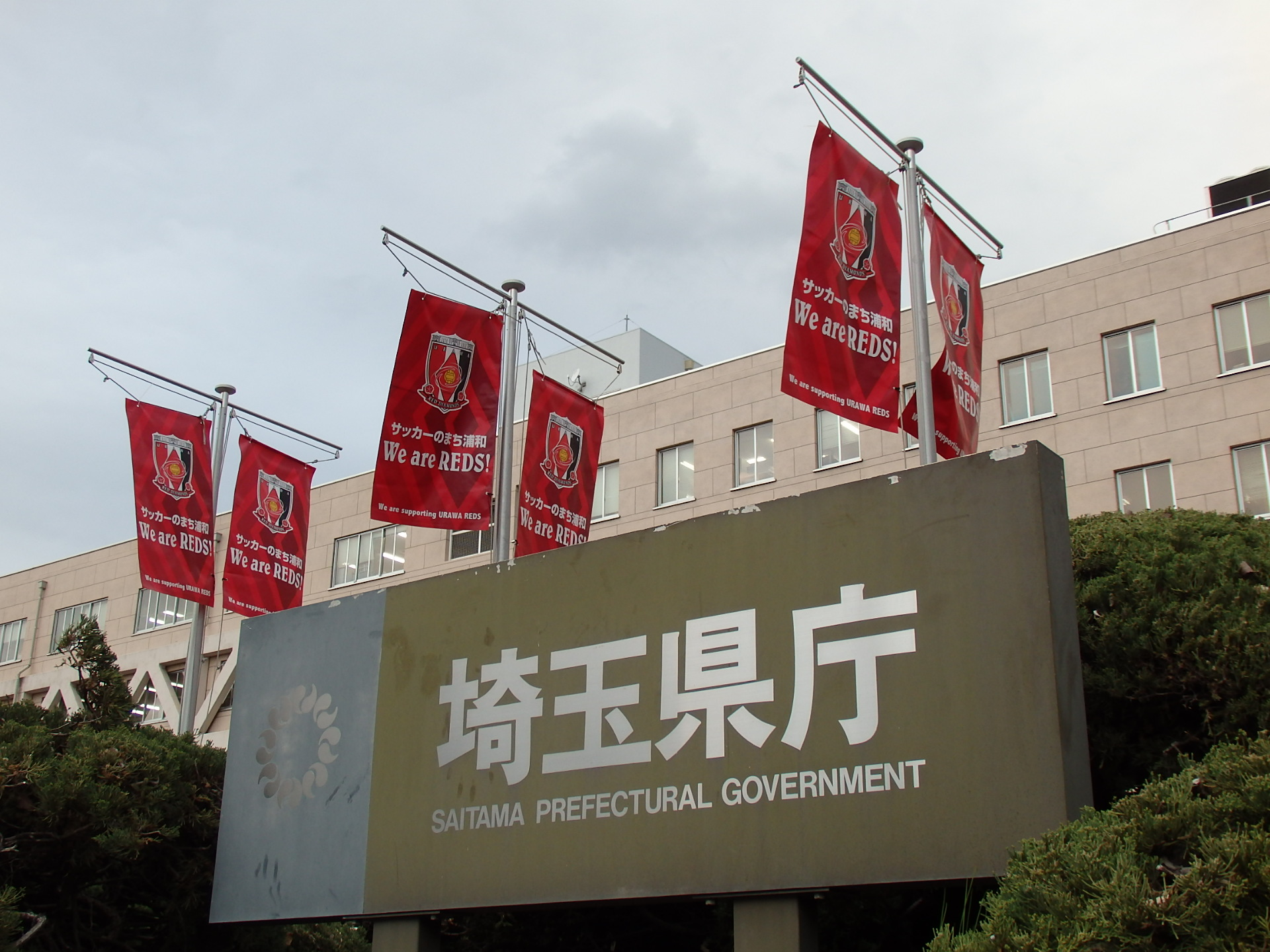
埼玉縣廳（2015年3月）

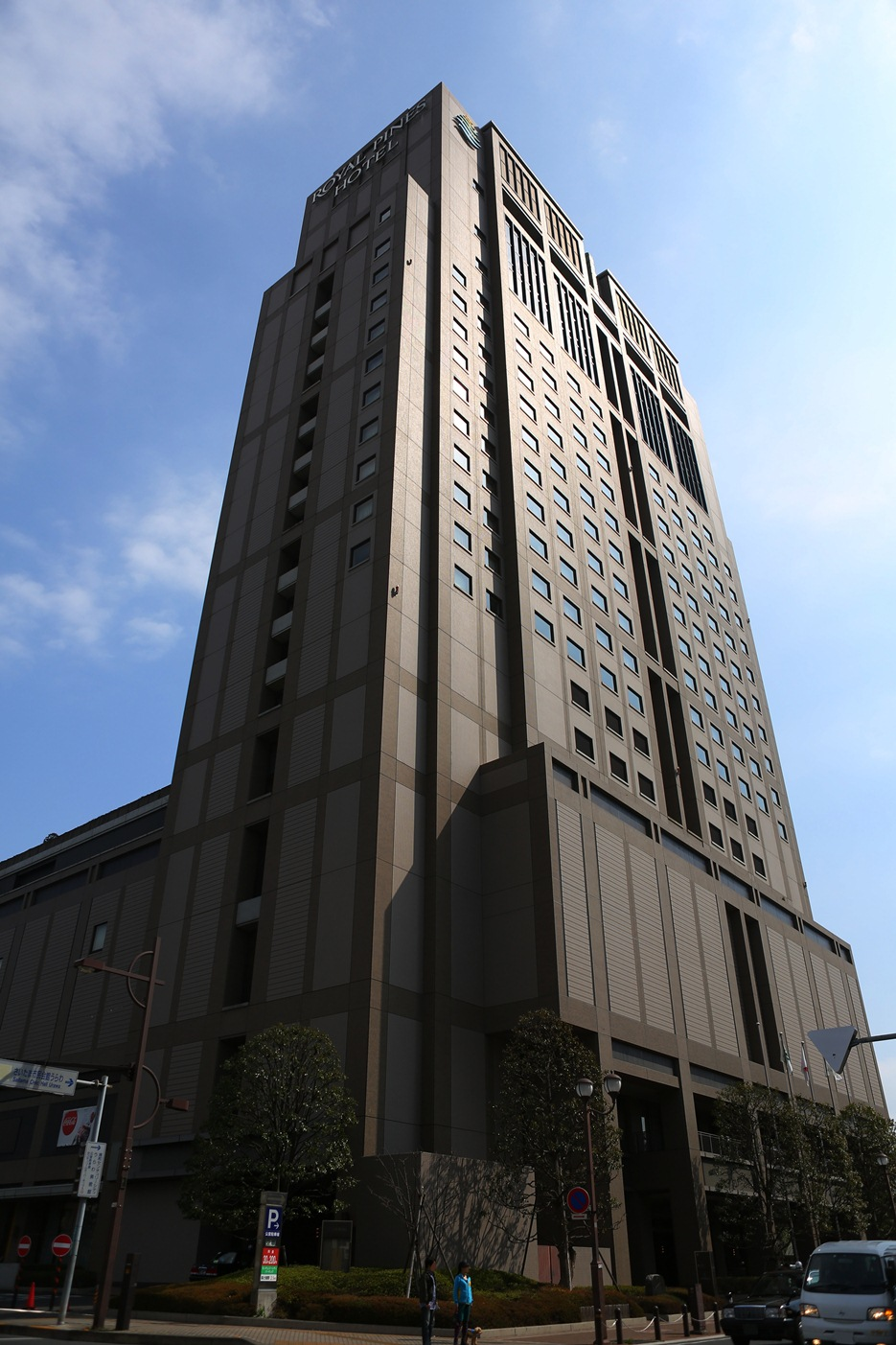
浦和Century City

#### 官公廳
- 埼玉縣廳（日语：埼玉県庁）
  - 埼玉縣警察（日语：埼玉県警察）本部
  - 埼玉縣廳內郵便局
- 埼玉法務綜合廳舍（法務省、法院）
  - 埼玉地方裁判所（日语：さいたま地方裁判所）、埼玉家庭裁判所（日语：さいたま家庭裁判所）、埼玉簡易裁判所（日语：さいたま簡易裁判所）
  - 埼玉地方檢察廳（日语：さいたま地方検察庁）、埼玉區檢察廳（日语：さいたま区検察庁）
- 埼玉拘置支所（日语：さいたま拘置支所）、埼玉少年鑑別所
- 埼玉縣危機管理防災中心（日语：埼玉県危機管理防災センター）
- 埼玉縣教育委員會（日语：埼玉県教育委員会）
- 埼玉縣選舉管理委員會
- 埼玉縣公安委員會
- 埼玉縣企業局（日语：埼玉県企業局）
- 埼玉縣知事公館（日语：埼玉県知事公館）
- 埼玉會館（日语：埼玉会館）
- 埼玉縣立文書館（日语：埼玉県立文書館）（附設埼玉縣立熊谷圖書館浦和分室（日语：埼玉県立図書館））
- 埼玉縣浦和警察署（日语：浦和警察署）
- 浦和地方合同廳舍（日语：浦和地方合同庁舎）
  - 自衛隊埼玉地方協力本部（日语：自衛隊埼玉地方協力本部）
- 浦和公證中心
- 法務省埼玉公安調査事務所
- 財務省東京稅關埼玉方面事務所
- 厚生勞動省關東信越厚生局（日语：関東信越厚生局）指導監査課（朝日生命浦和大樓）
- 農林水產省關東農政局（日语：関東農政局）埼玉廳舍
- 警察廳關東管區警察局（日语：関東管区警察局）埼玉縣情報通信部
- 埼玉市役所（日语：さいたま市役所）
  - 埼玉市浦和區役所
  - 埼玉市教育委員會（日语：さいたま市教育委員会）
- 埼玉市消防局
- 埼玉市危機管理中心（日语：さいたま市危機管理センター）
- 埼玉市水道局（日语：さいたま市水道局）南部營業所
- 埼玉市立教育研究所（日语：さいたま市立教育研究所）

#### 其他
商業、飯店
- 伊勢丹浦和店（日语：伊勢丹浦和店） - 埼玉縣內百貨店營業額第1位，也是伊勢丹支店中第1位（2018年，同企業的三越除外）[20]。
- 浦和CORSO（日语：浦和コルソ） - 浦和西口再開發的複合商業設施，與伊勢丹連通。
  - 伊勢丹前有J聯盟浦和紅鑽歷代監督、選手的腳印板與冠軍紀念牌等。
- 浦和Century City（日语：浦和センチュリーシティ）、浦和Royal Pines Hotel（日语：浦和ロイヤルパインズホテル）
  - 浦和美術館（日语：うらわ美術館）
- 伊藤洋華堂浦和店
- JR東日本大都會飯店
- 浦和華盛頓飯店（日语：浦和ワシントンホテル）
- RED VOLTAGE（日语：レッドボルテージ）（浦和紅鑽官方商店）
- 須原屋（日语：須原屋）書店本店
- 浦和小鰻（日语：浦和うなこちゃん）石像

媒體
- NHK埼玉放送局
- 埼玉電視台
- CityFM埼玉（日语：CityFMさいたま）（REDS WAVE）
- 朝日電視台埼玉支局
- 朝日新聞社埼玉支局
- 讀賣新聞社埼玉支局
- 日本經濟新聞社埼玉支局
- 東京新聞社（日语：東京新聞社）埼玉支局
- 每日新聞社埼玉支局
- 產經新聞社埼玉総局
- 日本工業新聞社（日语：日本工業新聞社）埼玉支局
- 日刊工業新聞社（日语：日刊工業新聞社）埼玉支局
- 時事通信社埼玉支局
- 共同通信社埼玉支局

政黨支部
- 自由民主黨埼玉縣支部聯合會
- 國民民主黨埼玉縣總支部聯合會
- 社會民主黨埼玉縣聯合
- 公明黨埼玉縣本部

郵政、金融
- 浦和中郵便局（日语：浦和中郵便局）
  - 郵貯銀行浦和店
- 埼玉里索那銀行本店
- 埼玉里索那銀行浦和中央支店 - 1977年4月以前埼玉銀行時代的本店。
- 三井住友銀行浦和支店
- 三菱UFJ銀行浦和支店
- 瑞穗銀行浦和支店
- 三菱UFJ信託銀行浦和支店
- 三井住友信託銀行浦和支店
- 瑞穗信託銀行浦和支店
- 群馬銀行浦和支店
- 足利銀行浦和支店
- 東和銀行（日语：東和銀行）浦和支店
- SMBC信託銀行（日语：SMBC信託銀行）浦和支店
- 武藏野銀行縣廳前支店
- 東京之星銀行浦和支店
- 中央勞動金庫（日语：中央労働金庫）埼玉支店
- 商工組合中央金庫（日语：商工組合中央金庫）埼玉支店
- 日本政策金融公庫（日语：日本政策金融公庫）浦和支店
- 埼玉縣信用金庫（日语：埼玉縣信用金庫）浦和支店
- 飛鳥信用組合（日语：あすか信用組合）浦和支店
- 野村證券浦和支店
- SMBC日興證券浦和支店
- 大和證券浦和支店
- 瑞穗證券浦和支店
- 武藏證券（日语：むさし証券）浦和支店

公共設施、大樓
- 埼玉縣縣民健康中心（日语：埼玉県県民健康センター）
- 埼玉市民會館浦和（日语：さいたま市民会館うらわ）
- APEX TOWER浦和（日语：エイペックスタワー浦和）
- COSTA TOWER浦和（日语：コスタ・タワー浦和）
- CITY HOUSE浦和高砂（日语：シティハウス浦和高砂）
- PARK HOMES浦和仲町（日语：パークホームズ浦和仲町）
- 埼玉商工會議所（日语：さいたま商工会議所）
- 埼玉縣交通會館（日语：埼玉県交通会館）
- 埼玉縣住宅供給公社（日语：埼玉県住宅供給公社）
- 日本赤十字社埼玉縣支部（日语：日本赤十字社）埼玉縣支部
- 埼玉住宅檢査中心（日语：さいたま住宅検査センター）
- 明治安田生命保险浦和大樓
- 戶田建設（日语：戸田建設）関東支店

道路
- 國道463號（舊中山道、縣廳通等）
- 國道17號（中山道）
- 櫻草通
- 裏門通

寺社、學校、公園
- 調神社（日语：調神社）
- 玉藏院（日语：玉蔵院 (さいたま市)）
- 埼玉縣立浦和第一女子高等學校（日语：埼玉県立浦和第一女子高等学校）
- 埼玉大學教育學部附屬中學校（日语：埼玉大学教育学部附属中学校）
- 埼玉大學教育學部附屬小學校（日语：埼玉大学教育学部附属小学校）
- 埼玉大學教育學部附屬幼稚園（日语：埼玉大学教育学部附属幼稚園）
- 埼玉市立高砂小學校（日语：さいたま市立高砂小学校）
- 埼玉市立白幡中學校（日语：さいたま市立白幡中学校）
- 埼玉市立岸町小學校（日语：さいたま市立岸町小学校）
- 埼玉市立浦和別所小學校（日语：さいたま市立浦和別所小学校）
- 埼玉市立浦和中央保育園
- 浦和中央公園（日语：浦和中央公園）
- 常盤公園（日语：常盤公園 (さいたま市)）
- 仲町公園（浦和宿本陣跡）

#### 浦和站西口地下道、浦和站中之島地下通路（URAWA SOCCER STREET）
浦和站西口地下道是連結浦和站西口前的浦和站西口巴士圓環（通稱中之島）與浦和CORSO、伊勢丹浦和店地下1樓的地下道。CORSO、伊勢丹地下1樓出入口前方有往地面的階梯與電梯。
由於西口沒有往中之島的人行步道，因此當地設立看板鼓勵民眾多多利用地下道。2016年1月，連結東西自由通道與西口地下道的地下通道「浦和站中之島地下通道」動工，2018年3月16日開通。該地下道與浦和紅鑽合作，設有數位螢幕看板等展示埼玉足球百年歷史與足球之城浦和，愛稱URAWA SOCCER STREET。

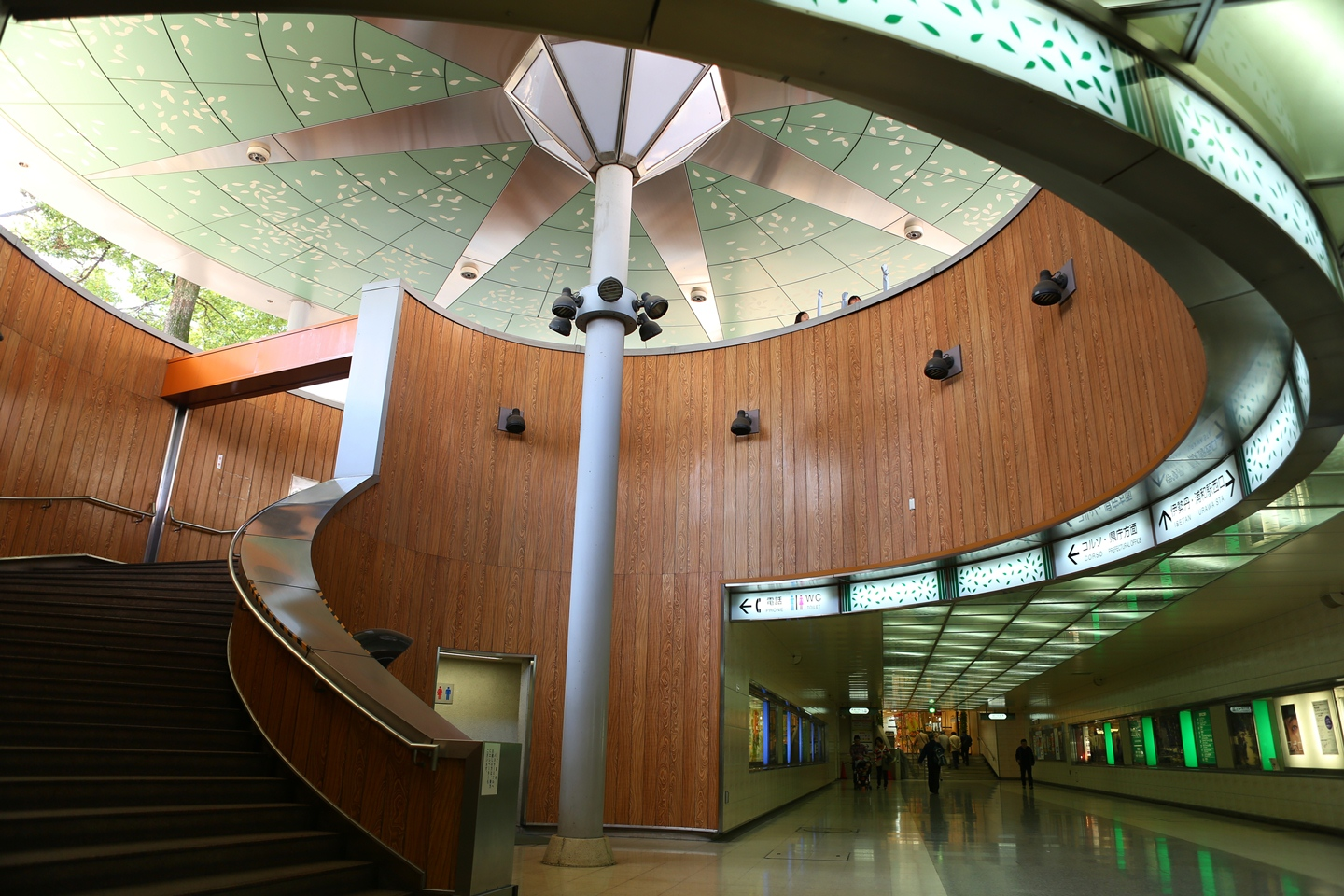
浦和站西口地下道（2013年3月）
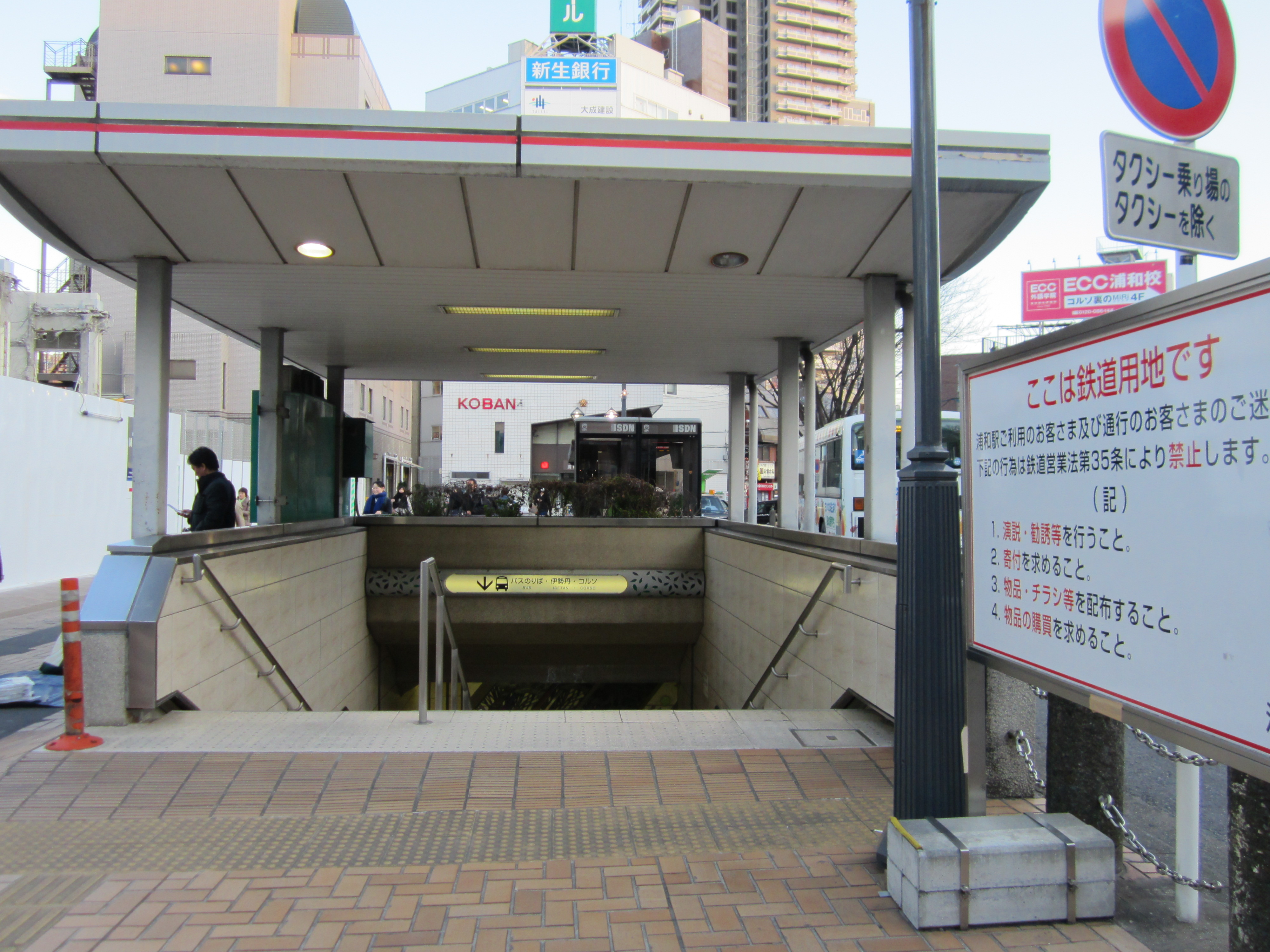
地下道南入口（2012年3月因中之島地下通道整備而廢除，2018年3月變更為電梯入口）

### 東口

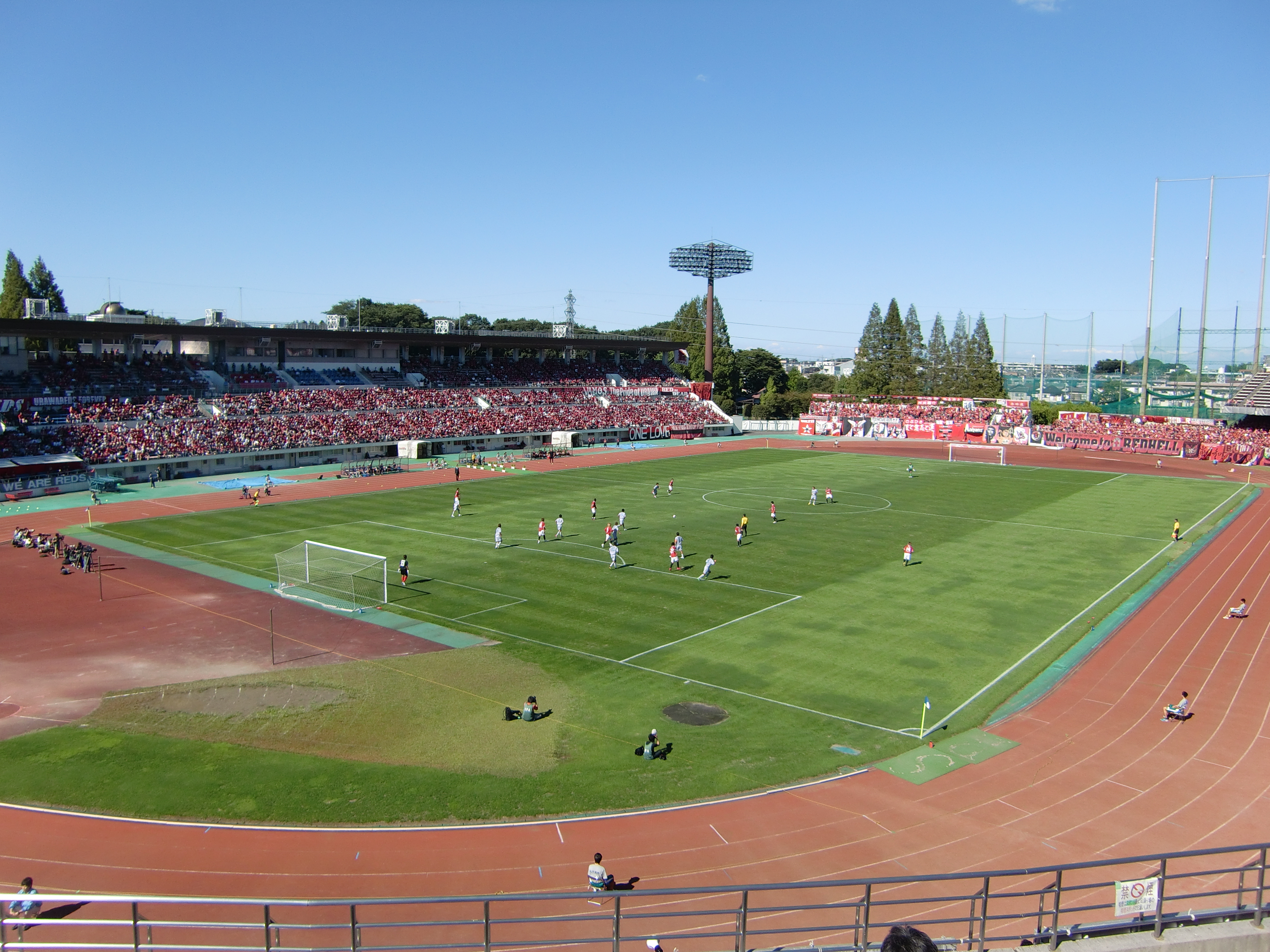
浦和駒場體育場

- 浦和站東口再開發複合設施大樓「STREAM大樓（日语：ストリームビル）」
  - 浦和PARCO（日语：浦和パルコ） - 營業額在關東區店鋪中第1位（全店鋪中次於池袋PARCO位居第3位）[21]。
    - Yaoko（日语：ヤオコー）浦和PARCO店
    - UNITED CINEMAS（日语：ユナイテッド・シネマ）浦和
    - メガロス（日语：MEGALOS）浦和店
    - 紀伊國屋書店浦和店
    - 湯澤屋（日语：ユザワヤ）浦和店
    - 野島電器（日语：ノジマ）浦和店

  - COMUNALE
    - 埼玉市立中央圖書館（日语：さいたま市立中央図書館）
    - 埼玉市市民活動支援中心
    - 埼玉市役所市民活動支援室
    - 埼玉市銀髮園區
    - 埼玉市國際交流中心
    - 浦和消費生活中心
    - 浦和社區中心
- 前地通商店街
- 東仲町商店街
- 浦和麗明高等學校（日语：浦和麗明高等学校）
- 埼玉市立浦和中學校、高等學校（日语：さいたま市立浦和中学校・高等学校）
- 埼玉市立仲本小學校（日语：さいたま市立仲本小学校）
- 埼玉市立本太小學校（日语：さいたま市立本太小学校）
- 埼玉市立原山中學校（日语：さいたま市立原山中学校）
- 浦和競馬場 - 經前地通步行約15分。南浦和站東口有免費接駁巴士。
- 浦和紀念公園（日语：浦和記念公園）
- 浦和綜合運動場（日语：浦和総合運動場）
  - 埼玉市營浦和球場（日语：さいたま市営浦和球場）
- 浦和駒場體育場
- 浦和駒場體育館（日语：浦和駒場体育館）
- 埼玉市青少年宇宙科學館（日语：さいたま市青少年宇宙科学館）
- 原山市民游泳池（日语：原山市民プール）
- 埼玉里索那銀行浦和東口支店
- 武藏野銀行浦和支店
- 埼玉縣信用金庫浦和東支店
- 浦和東高砂郵便局
- 浦和本太郵便局
- 冰川神社（日语：氷川神社 (さいたま市浦和区)）
- 大善院（日语：大善院 (さいたま市)）
- 川久保醫院

## 巴士路線
本站的巴士路線由國際興業巴士與東武巴士西運行。西口在1981年完成現在的巴士總站，與浦和站之間有は地下道聯繫。東口巴士總站在2007年11月1日初步完成，2014年11月全面啟用。2008年球季起，往埼玉2002體育場與駒場體育場的接駁巴士乘車處從西口改至東口。但是回程下車處仍在西口。
2013年12月16日起，開設浦和站西口往來羽田機場的機場接駁巴士。

### 西口
| 乘車處 | 系統         | 主要行經地               | 目的地         | 運行業者                    | 管轄   |
| ------ | ------------ | ------------------------ | -------------- | --------------------------- | ------ |
| 1      | 武浦10       | 縣廳前、武藏浦和站西口   | 田島團地       | ■國際興業巴士               | 戶田   |
| 1      | 武浦10-2     | 縣廳前、別所六丁目       | 武藏浦和站西口 | ■國際興業巴士               | 戶田   |
| 1      | 浦51         | 太田窪、運動場           | 北浦和站東口   | ■國際興業巴士               | 西浦和 |
| 1      | 浦51-3       | 太田窪、運動場           | 北浦和總站大樓 | ■國際興業巴士               | 西浦和 |
| 2      | 浦12         | 常盤四丁目、町谷         | 櫻區役所       | ■國際興業巴士               | 西浦和 |
| 2      | 浦12-2       | 市役所前、町谷           | 櫻區役所       | ■國際興業巴士               | 西浦和 |
| 2      | 浦13         | 常盤四丁目、町谷         | 大久保淨水場   | ■國際興業巴士               | 西浦和 |
| 2      | 浦13-2       | 常盤四丁目、町谷         | 下大久保       | ■國際興業巴士               | 西浦和 |
| 2      | 浦桜13-3     | 市役所前、町谷、櫻區役所 | 大久保淨水場   | ■國際興業巴士               | 西浦和 |
| 3      | 浦11         | 縣廳前、中浦和站、町谷   | 櫻區役所       | ■國際興業巴士               | 西浦和 |
| 4      | 浦31         | 北浦和站、市營公寓       | 埼玉市立醫院   | ■東武巴士西                 | 天沼   |
| 4      | 岩04         | 北浦和站、御藏騎西屋前   | 宮下           | ■東武巴士西                 | 岩槻   |
| 4      | 岩05         | 北浦和站                 | 東新井團地     | ■東武巴士西                 | 岩槻   |
| 5      | 志01         | 縣廳前、中浦和站、宗岡   | 志木站東口     | ■國際興業巴士               | 西浦和 |
| 6      | 機場接駁巴士 | 武藏浦和站               | 羽田機場       | ■國際興業巴士 ■東京空港交通 | 戶田   |
| 6      | 機場接駁巴士 | 武藏浦和站               | 羽田機場       | ■國際興業巴士 ■東京空港交通 | 羽田   |
| 7      | 浦19-2       | 縣廳前、北町四丁目       | 蕨站西口       | ■國際興業巴士               | 戶田   |
| 7      | 浦81         | 武蔵浦和站、美女木       | 戶田車庫       | ■國際興業巴士               | 戶田   |
| 8      | 浦11-2       | 縣廳前、中浦和站         | 西浦和車庫     | ■國際興業巴士               | 西浦和 |

### 東口
| 乘車處 | 系統         | 主要行經地             | 目的地             | 運行業者      | 管轄   |
| ------ | ------------ | ---------------------- | ------------------ | ------------- | ------ |
| 1      | 浦01         | 花月、淺間下、大門     | 東川口站北口       | ■國際興業巴士 | 埼玉東 |
| 1      | 浦02         | 花月、淺間下、大門     | 浦和美園站東口     | ■國際興業巴士 | 埼玉東 |
| 1      | 浦03         | 花月、淺間下           | 大崎園藝植物園     | ■國際興業巴士 | 埼玉東 |
| 1      | 浦06         | 花月                   | 綠區役所入口       | ■國際興業巴士 | 埼玉東 |
| 1      | 浦09         | 花月、浅間下           | 東浦和站           | ■國際興業巴士 | 埼玉東 |
| 1      | 浦90         | 花月、宮本             | 埼玉東營業所       | ■國際興業巴士 | 埼玉東 |
| 2      | 浦08         | 市立醫院               | 南台               | ■國際興業巴士 | 埼玉東 |
| 2      | 浦08-2       | 市立醫院、南台         | 埼玉東營業所       | ■國際興業巴士 | 埼玉東 |
| 2      | 美01         | 繞道、中尾陸橋         | 浦和美園站西口     | ■國際興業巴士 | 埼玉東 |
| 2      | 浦91         | 繞道、中尾陸橋         | 埼玉東營業所       | ■國際興業巴士 | 埼玉東 |
| 3      | 浦04         | 太田窪、明花           | 東浦和站           | ■國際興業巴士 | 埼玉東 |
| 3      | 浦04-2       | 太田窪、明花、東浦和站 | 馬場折返場         | ■國際興業巴士 | 埼玉東 |
| 3      | 浦04-2H      | 太田窪、明花、東浦和站 | 市立醫院           | ■國際興業巴士 | 埼玉東 |
| 3      | 浦04-3       | 太田窪、明花、東浦和站 | 埼玉東營業所       | ■國際興業巴士 | 埼玉東 |
| 3      | 浦05         | 太田窪                 | 明花               | ■國際興業巴士 | 埼玉東 |
| 4      | 浦50         | 太田窪、二十三夜、上谷 | 南浦和站西口       | ■國際興業巴士 | 戶田   |
| 4      | 浦50-2       | 太田窪、二十三夜       | 二十三夜坂下       | ■國際興業巴士 | 戶田   |
| 5、6   | J01（臨時）  | （直通）               | 駒場體育場         | ■國際興業巴士 | 埼玉東 |
| 5、6   | J03（臨時）  | （直通）               | 埼玉體育場（北門） | ■國際興業巴士 | 埼玉東 |
| 7      | 浦51         | 太田窪、體育場         | 北浦和站東口       | ■國際興業巴士 | 西浦和 |
| 7      | 浦51-3       | 太田窪、體育場         | 北浦和總站大樓     | ■國際興業巴士 | 西浦和 |
| 8      | 浦51、浦51-3 |                        | 浦和站西口         | ■國際興業巴士 | 西浦和 |

## 其他

### 以「浦和」命名的站名
「浦和」是日本唯一有冠上東西南北四個方位的地名車站（東浦和站、西浦和站、南浦和站、北浦和站）。
若加上中浦和站、武藏浦和站、浦和美園站，以浦和命名的車站高達八座，而舊浦和市內不以浦和命名的只有與野站。
雖然八座「浦和」車站都在舊浦和市內，但在埼玉市成立後，只有浦和站與北浦和站在浦和區內（東浦和站與浦和美園站屬綠區，西浦和站屬櫻區，南浦和站、中浦和站、武藏浦和站屬南區）。

### 埼玉2002體育場接駁站
本站是J聯盟球隊浦和紅鑽主場埼玉2002體育場的主要接駁站之一，也是埼玉市浦和駒場體育場最近車站。因此在紅鑽與日本足球代表隊舉行比賽時，有眾多球迷會從本站搭乘接駁巴士前往球場。埼玉運動場舉行其他活動時，本站亦會開設前往球場的直行臨時巴士。

## 相鄰車站
東日本旅客鐵道
 宇都宮線（東北本線）、高崎線、上野東京線
- 特急「草津」「赤城」「Swallow赤城」停車站
- 臨時特急「水上」停車站
- 臨時特急「舞孃」停車站

■快速「Rabbit」「Urban」、■通勤快速
赤羽（JU 04）－浦和（JU 05）－大宮（JU 07）
■普通
赤羽（JU 04）－浦和（JU 05）－埼玉新都心（JU 06）
 湘南新宿線
- 東武直通特急「日光」「鬼怒川」「SPACIA鬼怒川」停車站
- 臨時特急「Super View舞孃」停車站
- 臨時特急「草津」停車站

■特別快速、■快速、■普通
赤羽（JS 22）－浦和（JS 23）－大宮（JS 24）
 京濱東北線
■快速、■各站停車
南浦和（JK 42）－浦和（JK 43）－北浦和（JK 44）

### 備註
1. ↑  若包含地名以外的名稱則還有仙台（東仙台站、西仙台高原樂園站〈臨時站、廢站〉、南仙台站、北仙台站）與富山（東富山站、西富山站、南富山站、富山站北站）。

### 報道發表資料
1. ↑   (PDF) (新闻稿). 東日本旅客鉄道. 2016-07-14  [2012-07-20]. （原始内容 (PDF)存档于2016-07-20）.
2. ↑   (PDF). 東日本旅客鉄道. 2017-07-13  [2017-07-19]. （原始内容存档 (PDF)于2019-05-26）.
3. ↑   (PDF) (新闻稿). 東日本旅客鉄道. 2016-07-14  [2012-07-20]. （原始内容 (PDF)存档于2016-07-20）.
4. ↑   (PDF) (新闻稿). 東日本旅客鉄道株式会社大宮支社　株式会社アトレ. 2015-10-07  [2015-10-07]. （原始内容 (PDF)存档于2016-05-02）.
5. ↑   (PDF) (新闻稿). さいたま市. 2015-10-09  [2015-10-09]. （原始内容 (PDF)存档于2015-11-25）.
6. ↑   (PDF) (新闻稿). さいたま市. 2015-10-09  [2015-10-09]. （原始内容 (PDF)存档于2015-11-25）.
7. ↑   (新闻稿). さいたま市. 2016-06-09  [2016-06-09]. （原始内容存档于2021-05-21）.

### 使用情況
JR1日平均使用人數
1. ↑  各駅の乗車人員 （页面存档备份，存于） - JR東日本

JR東日本1999年度以後上車人次
1. ↑  .   [2017-11-10]. （原始内容存档于2017-06-27）.
2. ↑  .   [2017-11-10]. （原始内容存档于2014-10-09）.
3. ↑  .   [2017-11-10]. （原始内容存档于2016-08-16）.
4. ↑  .   [2017-11-10]. （原始内容存档于2016-10-16）.
5. ↑  .   [2017-11-10]. （原始内容存档于2017-09-10）.
6. ↑  .   [2017-11-10]. （原始内容存档于2017-06-27）.
7. ↑  .   [2017-11-10]. （原始内容存档于2014-10-09）.
8. ↑  .   [2017-11-10]. （原始内容存档于2017-06-27）.
9. ↑  .   [2017-11-10]. （原始内容存档于2016-10-16）.
10. ↑  .   [2017-11-10]. （原始内容存档于2017-06-27）.
11. ↑  .   [2017-11-10]. （原始内容存档于2017-06-08）.
12. ↑  .   [2017-11-10]. （原始内容存档于2014-10-06）.
13. ↑  .   [2017-11-10]. （原始内容存档于2014-10-08）.
14. 1 2 3  .   [2017-11-10]. （原始内容存档于2014-10-07）.
15. 1 2 3  .   [2017-11-10]. （原始内容存档于2017-06-08）.
16. 1 2 3  .   [2017-11-10]. （原始内容存档于2017-06-08）.
17. 1 2 3  各駅の乗車人員（2016年度） （页面存档备份，存于） - JR東日本
18. 1 2 3  各駅の乗車人員（2017年度） （页面存档备份，存于） - JR東日本
19. 1 2 3  各駅の乗車人員（2018年度） （页面存档备份，存于） - JR東日本
20. 1 2 3  各駅の乗車人員（2019年度） （页面存档备份，存于） - JR東日本

JR統計資料
1. 1 2  埼玉県統計年鑑 （页面存档备份，存于） - 埼玉県
2. 1 2  さいたま市統計書 （页面存档备份，存于） - さいたま市
3. 1 2  .   [2017-11-10]. （原始内容存档于2019-05-03）.

埼玉縣統計年鑑
1. ↑  .   [2017-11-10]. （原始内容存档于2020-02-02）.
2. ↑  .   [2017-11-10]. （原始内容存档于2020-02-02）.
3. ↑  .   [2017-11-10]. （原始内容存档于2020-02-02）.
4. ↑  .   [2017-11-10]. （原始内容存档于2020-02-02）.
5. ↑  .   [2017-11-10]. （原始内容存档于2020-02-02）.
6. ↑  .   [2017-11-10]. （原始内容存档于2020-02-02）.
7. ↑  .   [2017-11-10]. （原始内容存档于2020-02-02）.
8. ↑  .   [2017-11-10]. （原始内容存档于2020-02-02）.
9. ↑  .   [2017-11-10]. （原始内容存档于2020-02-02）.
10. ↑  .   [2017-11-10]. （原始内容存档于2020-02-02）.
11. ↑  .   [2017-11-10]. （原始内容存档于2020-02-02）.
12. ↑  .   [2017-11-10]. （原始内容存档于2020-02-02）.
13. ↑  .   [2017-11-10]. （原始内容存档于2020-02-02）.
14. ↑  .   [2017-11-10]. （原始内容存档于2020-02-02）.
15. ↑  .   [2017-11-10]. （原始内容存档于2020-02-02）.
16. ↑  .   [2017-11-10]. （原始内容存档于2020-02-02）.
17. ↑  .   [2019-05-26]. （原始内容存档于2020-02-02）.
18. ↑  .   [2019-05-26]. （原始内容存档于2020-02-02）.
19. ↑  .   [2020-07-27]. （原始内容存档于2020-03-18）.

## 外部連結
- 車站資訊（浦和）：東日本旅客鐵道
- JR東日本 浦和車站附近高架化（日語）
- 埼玉市 浦和車站周邊高架化事業（日語）